# 2020-as labdarúgó-Európa-bajnokság
A 2020-as labdarúgó-Európa-bajnokság vagy egyszerűen Euro 2020 a 16. Európa-bajnokság volt, amelyet az UEFA szervezett a férfi labdarúgó-válogatottak számára. A tornát Európa-szerte 11 városban rendezték. Eredetileg 2020. június 12. és július 12. között rendezték volna. Az UEFA 2020. március 17-én az eseményt egy évvel elhalasztotta a koronavírus-járvány miatt. A tornát így végül 2021. június 11. és július 11. között tartották.
Az Eb története során először nem volt konkrét házigazdája az eseménynek. A helyszínek közül a legnagyobb férőhellyel rendelkező londoni Wembley Stadionban rendezték a két elődöntőt és a döntőt. A nyitómérkőzést a római Olimpiai Stadionban játszották, Olaszország részvételével.
A címvédő a portugál válogatott volt. A torna történetében először alkalmaztak videóbírót (VAR). Az Eb-t az olasz válogatott nyerte, története során második alkalommal.
A magyar válogatott egymás után másodszor — 2016 után — jutott ki a kontinenstornára, ahol a ''halálcsoportnak'' becézett, F jelű kvartettbe került, ahol két pontot szerezve a 4. helyen végzett a csapat.

## Pályázatok

### Korábbi pályázatok
A korábbi gyakorlatnak megfelelően számos ország terveiben volt, hogy megpályázzák a rendezést. Törökország hivatalosan 2012 áprilisában nyújtotta be pályázatát. Az ország a 2016-os Eb-re is pályázott, és mindössze egy szavazattal maradt alul a győztes Franciaországgal szemben. Írország, Skócia és Wales együtt tervezte a pályázást. Grúzia és Azerbajdzsán is együtt tervezte a pályázat benyújtását, de Azerbajdzsán visszalépett, mert az azeri főváros, Baku versenyben volt a 2020. évi nyári olimpia rendezési jogáért. Ezt követően Grúzia önállóan jelentkezett volna. Baku azonban a NOB 2012. május 23-i döntésével elvesztette a 2020. évi nyári olimpia rendezésének lehetőségét, ezért Azerbajdzsán jelezte, hogy újra szándékukban áll Grúziával közösen labdarúgó-Eb-t rendezni.

### Európai rendezés
2012. június 30-án az UEFA elnöke, Michel Platini felvetette azt az ötletet, hogy Európa-szerte 12–13 városban rendezzék meg az Eb-t. 2012 novemberében az UEFA megnevezett 13 várost, amely mérkőzéseket rendezhetne: 2012. december 6-án az UEFA hivatalosan is arról döntött, hogy városok rendezik az Európa-bajnokságot.

### Pályázatok a helyszínekre
A helyszínekre városok pályázhattak. Pályázni két csomagban lehetett.
- Alapcsomag: 3 csoportmérkőzés és egy nyolcaddöntő vagy egy negyeddöntő
- Döntő csomag: elődöntők és a döntő

Két város pályázott a döntő csomaggal, 17 város pedig az alapcsomaggal. A lehetséges városokat 2014. április 26-án tették közzé. A 13 rendező várost 2014. szeptember 19-én jelentették be.
| Ország           | Város            | Stadion                        | Férőhely                           | Csomag                                                               |
| ---------------- | ---------------- | ------------------------------ | ---------------------------------- | -------------------------------------------------------------------- |
| Anglia           | London           | Wembley Stadion                | 90 000                             | Döntő csomag és Alapcsomag                                           |
| Azerbajdzsán     | Baku             | Olimpiai Stadion               | 68 700 (új stadion)                | Alapcsomag                                                           |
| Belgium          | Brüsszel         | Tervezett új nemzeti stadion   | 50 000 (60 000-es új stadion)      | Alapcsomag (2017. december 7-én törölve, London helyettesíti)        |
| Bulgária         | Szófia           | Vaszil Levszki Nemzeti Stadion | 43 000 (50 000-re bővített)        | Alapcsomag                                                           |
| Dánia            | Koppenhága       | Parken Stadion                 | 38 065                             | Alapcsomag                                                           |
| Fehéroroszország | Minszk           | Traktar Stadion                | 16 500 (33 000-re bővített)        | Alapcsomag                                                           |
| Hollandia        | Amszterdam       | Johan Cruijff Arena            | 53 052 (55 000–56 000-re bővített) | Alapcsomag                                                           |
| Írország         | Dublin           | Aviva Stadion                  | 51 700                             | Alapcsomag (2021. április 23-án törölve, Szentpétervár helyettesíti) |
| Izrael           | Jeruzsálem       | Teddy Stadion                  | 34 000 (53 000-re bővített)        | Alapcsomag                                                           |
| Észak-Macedónia  | Szkopje          | Philip II Arena                | 33 460                             | Alapcsomag                                                           |
| Magyarország     | Budapest         | Puskás Aréna                   | 68 800                             | Alapcsomag                                                           |
| Németország      | München          | Allianz Arena                  | 67 812 (75 000-re bővített)        | Döntő csomag és Alapcsomag                                           |
| Olaszország      | Róma             | Olimpiai Stadion               | 72 698                             | Alapcsomag                                                           |
| Oroszország      | Szentpétervár    | Kresztovszkij Stadion          | 69 500                             | Alapcsomag                                                           |
| Románia          | Bukarest         | Nemzeti Stadion                | 55 600                             | Alapcsomag                                                           |
| Skócia           | Glasgow          | Hampden Park                   | 52 063                             | Alapcsomag                                                           |
| Spanyolország    | Bilbao           | San Mamés Stadion              | 53 332                             | Alapcsomag (2021. április 23-án Sevillába áthelyezve)                |
| Svédország       | Solna, Stockholm | Friends Arena                  | 50 000                             | Alapcsomag                                                           |
| Wales            | Cardiff          | Millennium Stadion             | 74 500                             | Alapcsomag                                                           |

## A torna elhalasztása a koronavírus-járvány miatt
2020 elején a koronavírus-járvány Európa-szerte is elterjedt. Március elején az UEFA kongresszusán az UEFA-elnök Aleksander Čeferin bízott abban, hogy a helyzet megoldódik, míg Theodore Theodoridis főtitkár kijelentette, hogy az UEFA kapcsolatban van az Egészségügyi Világszervezettel és a nemzeti kormányokkal is. Március közepén azonban a járvány miatt számos bajnoki, valamint UEFA szervezésű mérkőzést zárt kapuk mögött játszottak le, míg az olasz, illetve a spanyol bajnokságot felfüggesztették. Az UEFA bejelentette, hogy március 17-én videokonferenciát tart az 55 tagország vezetőivel, bevonva a FIFPro, az EL és a WHO képviselőit, amelyen határozatot hoznak valamennyi országos és nemzetközi versennyel kapcsolatban, beleértve az Európa-bajnokságot is. A konferencián végül a torna elhalasztása mellett döntöttek, a megrendezés időpontját 2021 nyarára (június 11. – július 11.) tették át.

### Az elődöntők és a döntő helyszínének kérdése
Az Európa-bajnokság ideje alatt, június 18-i sajtóhírek szerint felvetődött, hogy az elődöntőket és a döntőt a londoni Wembley Stadion helyett Budapesten, a Puskás Arénában rendezzék. Az UEFA illetékeseiben azért merült fel ötletként a változtatás, mert a londoni járványügyi szabályozások negatív hatással lettek volna az elődöntők és a döntők lebonyolítására. Az UEFA közölte a brit kormánnyal, hogy ha nem tudnak biztosítani 2500 jegyet az európai és a nemzetközi szövetség tisztviselőinek a július 6–7-i elődöntőre, valamint a 11-i döntőre, akkor Budapestre viszik a mérkőzéseket. Magyarországon nem voltak belépési korlátozások a schengeni térségen belüli utazásokra, és az ország teljes kapacitással rendezte a mérkőzéseket. A Magyar Labdarúgó-szövetség szóvivője úgy nyilatkozott, az MLSZ "kész bármilyen magas szintű labdarúgó eseménynek otthont adni". Az UEFA bár elképzelhetőnek tartotta a helyszínváltást, továbbra is bízott a londoni rendezésben, és a karanténmentességről is tárgyalt a brit kormánnyal. Kit Malthouse miniszter úgy nyilatkozott, a brit kormány mindent megtesz a döntő megrendezésének érdekében, míg Boris Johnson miniszterelnök kijelentette, hogy megpróbálnak az UEFA számára is kedvező, észszerű megoldást találni a helyzetre, miközben továbbra is a közegészségügyet helyezik előtérbe. Mario Draghi mindeközben úgy nyilatkozott, a döntőt Olaszországban kellene megrendezni, miután az Egyesült Királyságban újra nőtt a koronavírusos megbetegedések száma. A következő héten arról számoltak be a nemzetközi sajtóban, hogy a mérkőzésekre utazó tisztviselőknek és vezetőknek nem kell karanténba vonulniuk, bár korlátozások vonatkoznak rájuk, és "futballbuborékokban" kell maradniuk, a három utolsó mérkőzésre pedig a nézőszámot felemelték 60 000-re. A két elődöntő és a döntő helyszíne így végül London maradt.

### Szabályváltozások
2021. március 31-én az UEFA Végrehajtó Bizottsága jóváhagyta, hogy a mérkőzéseken legfeljebb öt cserelehetőség legyen (hosszabbítás esetén egy hatodik). A csapatoknak egyenként három alkalmuk van a cserékre, hosszabbítás esetén egy negyedik, kivéve a félidőket, illetve a hosszabbítás előtti és félidei szünetét. Az öt cserelehetőséget az IFAB még a Covid19-pandémia alatt elfogadta.
2021 április elején az UEFA fontolóra vette a játékoskeretek létszámának bővítését a szokásos 23 játékosról, a csapatban előforduló esetleges fertőzések esetén, valamint az előző szezon sűrűbb menetrendje miatt a játékosok terhelésének csökkentésére. Május 4-én az UEFA jóváhagyta a játékoskeretek 26 főre történő emelését. A csapatok ugyanakkor 23 játékost nevezhetnek az egyes mérkőzésekre (melyből 12 cserejátékos), a labdarúgás szabályainak megfelelően. A kapusok cserélhetőek az ország első mérkőzése után is, akkor is, ha a másik két kapus is rendelkezésre áll.

### Speciális szabályok
2021. május 4-én az UEFA Végrehajtó Bizottsága az alábbi speciális szabályokat írta elő:
- Ha a csapatban egy pozitív teszt miatt a nemzeti vagy helyi hatóságok a játékosok kötelező karanténba helyezésről vagy elszigeteléséről döntenek, akkor a mérkőzést lejátsszák abban az esetben, ha a csapatnak legalább 13 játékosa rendelkezésre áll (beleértve legalább egy kapust).
- Ha pozitív teszt miatt egy csapat számára nem áll rendelkezésre a minimális számú játékos, akkor a mérkőzést az UEFA a következő 48 órás időtartamban elhalaszthatja. Ha szükséges új helyszínt is kijelölhetnek.
- Ha a mérkőzést nem lehet elhalasztani, akkor az UEFA Fegyelmi Bizottsága határoz az ügyben. A mérkőzés elmaradásáért felelős csapat vesztes csapatnak tekinthető, a mérkőzést 3–0-s gólkülönbséggel az ellenfél kapja.
- Ha a kijelölt játékvezetői csapat egyik tagját le kell cserélni egy pozitív teszt miatt, az UEFA kivételesen kijelölhet a két csapat valamelyikével azonos nemzetiségű játékvezetőt is és/vagy olyan játékvezetőt, aki nem szerepel a FIFA-listán.

## Helyszínek
Az UEFA 2014. szeptember 19-én jelentette be a 13 helyszínt Genfben. 2017. december 7-én az UEFA törölte Brüsszelt a rendezők közül, az új stadion építésének késlekedése miatt. A négy mérkőzést (három csoportköri és egy nyolcaddöntő) áthelyezték Londonba. 2017. december 7-én bejelentették, hogy a nyitómérkőzés a római Olimpiai Stadionban lesz.
2021. április 23-án az UEFA bejelentette, hogy a Covid19-pandémiával kapcsolatos, a nézőkre vonatkozó garanciák hiánya miatt Dublin nem rendez mérkőzéseket. A három csoportmérkőzést Szentpétervár, a nyolcaddöntőt London kapta. Az UEFA Bilbaótól is elvette a rendezést, helyette Sevilla kapta a mérkőzéseket.
A 11 város és ország közül 7 városban és 6 országban ezelőtt sosem rendeztek Európa-bajnoki mérkőzést. Az 1964-es Európa-bajnokságon Sevilla nem volt helyszín, továbbá Azerbajdzsán, Dánia, Magyarország, Oroszország, Románia és Skócia ezelőtt sosem rendezett még Európa-bajnokságot. A 11 stadionból mindössze kettőben volt ezelőtt Európa-bajnoki mérkőzés: a római Olimpiai Stadionban (1968 és 1980) és az amszterdami Johan Crujiff Arenában (2000). A korábbi Wembley Stadion az 1996-os Eb egyik helyszíne volt, azonban azóta egy új Wembley Stadion épült a helyén.
| London           | Róma                  | London München Róma Baku Szentpétervár Bukarest Amszterdam Sevilla Budapest Glasgow Koppenhága | London München Róma Baku Szentpétervár Bukarest Amszterdam Sevilla Budapest Glasgow Koppenhága | München          |
| ---------------- | --------------------- | ---------------------------------------------------------------------------------------------- | ---------------------------------------------------------------------------------------------- | ---------------- |
| Wembley Stadion  | Olimpiai Stadion      | London München Róma Baku Szentpétervár Bukarest Amszterdam Sevilla Budapest Glasgow Koppenhága | London München Róma Baku Szentpétervár Bukarest Amszterdam Sevilla Budapest Glasgow Koppenhága | Allianz Arena    |
| Férőhely: 90 000 | Férőhely: 70 634      | London München Róma Baku Szentpétervár Bukarest Amszterdam Sevilla Budapest Glasgow Koppenhága | London München Róma Baku Szentpétervár Bukarest Amszterdam Sevilla Budapest Glasgow Koppenhága | Férőhely: 70 000 |
|                  |                       | London München Róma Baku Szentpétervár Bukarest Amszterdam Sevilla Budapest Glasgow Koppenhága | London München Róma Baku Szentpétervár Bukarest Amszterdam Sevilla Budapest Glasgow Koppenhága |                  |
| Baku             | Szentpétervár         | London München Róma Baku Szentpétervár Bukarest Amszterdam Sevilla Budapest Glasgow Koppenhága | London München Róma Baku Szentpétervár Bukarest Amszterdam Sevilla Budapest Glasgow Koppenhága | Budapest         |
| Olimpiai Stadion | Kresztovszkij Stadion | London München Róma Baku Szentpétervár Bukarest Amszterdam Sevilla Budapest Glasgow Koppenhága | London München Róma Baku Szentpétervár Bukarest Amszterdam Sevilla Budapest Glasgow Koppenhága | Puskás Aréna     |
| Férőhely: 68 700 | Férőhely: 68 134      | London München Róma Baku Szentpétervár Bukarest Amszterdam Sevilla Budapest Glasgow Koppenhága | London München Róma Baku Szentpétervár Bukarest Amszterdam Sevilla Budapest Glasgow Koppenhága | Férőhely: 67 215 |
|                  |                       | London München Róma Baku Szentpétervár Bukarest Amszterdam Sevilla Budapest Glasgow Koppenhága | London München Róma Baku Szentpétervár Bukarest Amszterdam Sevilla Budapest Glasgow Koppenhága |                  |
| Sevilla          | Bukarest              | Amszterdam                                                                                     | Glasgow                                                                                        | Koppenhága       |
| La Cartuja       | Nemzeti Stadion       | Johan Cruijff Arena                                                                            | Hampden Park                                                                                   | Parken Stadion   |
| Férőhely: 60 000 | Férőhely: 55 600      | Férőhely: 54 990                                                                               | Férőhely: 51 866                                                                               | Férőhely: 38 065 |
|                  |                       |                                                                                                |                                                                                                |                  |

Mindegyik város három csoportmérkőzést és egy nyolcaddöntőt, vagy egy negyeddöntőt rendezett. A 11 stadion a következő mérkőzéseket rendezte:
- Csoportkör, nyolcaddöntő, elődöntők, döntő: London (Anglia)
- Csoportkör és negyeddöntő: München (Németország), Baku (Azerbajdzsán), Szentpétervár (Oroszország), Róma (Olaszország)
- Csoportkör és nyolcaddöntő: Koppenhága (Dánia), Bukarest (Románia), Amszterdam (Hollandia), Sevilla (Spanyolország), Budapest (Magyarország), Glasgow (Skócia)

### A rendezők elosztása
A rendező városokat 6 párba osztották, amelyet a sportbeli erősség (feltételezve, hogy mindegyik rendező kijut), földrajzi és politikai/biztonsági szempontok szerint határoztak meg. A párokat a csoportokhoz egy sorsolással állapították meg 2017. december 7-én. Mindegyik rendező ország válogatottja két hazai mérkőzését hazai pályán játszhatta. A csoportok és a helyszínek a következők voltak:
- A csoport: Róma (Olaszország) és Baku (Azerbajdzsán)
- B csoport: Szentpétervár (Oroszország) és Koppenhága (Dánia)
- C csoport: Amszterdam (Hollandia) és Bukarest (Románia)
- D csoport: London (Anglia) és Glasgow (Skócia)
- E csoport: Bilbao (Spanyolország) és Dublin (Írország)
  - Később módosítva: Sevilla (Spanyolország) és Szentpétervár (Oroszország)
- F csoport: München (Németország) és Budapest (Magyarország)

A következő kritériumokat alkalmazták annak eldöntésére, hogy az azonos csoportban lévő rendezők közötti mérkőzést mely csapat játssza hazai pályán:
- Ha mindkét rendező közvetlenül jutott ki vagy mindkét rendező a pótselejtezőre jutott, akkor sorsolás dönt arról, hogy mely csapat játszik hazai pályán három mérkőzést és melyik csak kettőt.
- Ha az egyik rendező közvetlenül jutott ki, a másik pedig a pótselejtezőre jutott vagy kiesett, akkor a közvetlenül kijutott csapat játszik hazai pályán három mérkőzést.
- Ha az egyik rendező pótselejtezőre jutott, a másik pedig kiesett, akkor a pótselejtezőre jutott csapat játszik hazai pályán három mérkőzést, amennyiben kijut.
- Ha mindkét rendező kiesett, akkor nincs szükség döntésre.

2019. november 22-én, a pótselejtezők sorsolásával egyidőben döntötték el, hogy ha két rendező is kijutott (a B csoportban), akkor az egymás elleni mérkőzésüket hol játsszák.
| Csoport | Rendező       | A selejtező utáni állás        | Sorsolás? | Rendező három hazai mérkőzést játszhat | Rendező két hazai mérkőzést játszhat |
| ------- | ------------- | ------------------------------ | --------- | -------------------------------------- | ------------------------------------ |
| A       | Azerbajdzsán  | Kiesett a selejtezőben         | Nem       | Olaszország                            | –                                    |
| A       | Olaszország   | Kijutott                       | Nem       | Olaszország                            | –                                    |
| B       | Dánia         | Kijutott                       | Igen      | Dánia                                  | Oroszország                          |
| B       | Oroszország   | Kijutott                       | Igen      | Dánia                                  | Oroszország                          |
| C       | Hollandia     | Kijutott                       | Nem       | Hollandia                              | –                                    |
| C       | Románia       | Pótselejtező (később kiesett)  | Nem       | Hollandia                              | –                                    |
| D       | Anglia        | Kijutott                       | Nem       | Anglia                                 | Skócia                               |
| D       | Skócia        | Pótselejtező (később kijutott) | Nem       | Anglia                                 | Skócia                               |
| E       | Írország      | Pótselejtező (később kiesett)  | Nem       | Spanyolország                          | –                                    |
| E       | Spanyolország | Kijutott                       | Nem       | Spanyolország                          | –                                    |
| F       | Németország   | Kijutott                       | Nem       | Németország                            | Magyarország                         |
| F       | Magyarország  | Pótselejtező (később kijutott) | Nem       | Németország                            | Magyarország                         |

1. ↑  Írországtól a későbbiek folyamán elvették a rendezési jogot.

### A nézőkre vonatkozó korlátozások
A Covid19-pandémia miatt a torna számos helyszínén korlátozásokat vezettek be a nézőszámokra vonatkozóan. Az UEFA felkérte a rendezőket, hogy a helyi vagy nemzeti kormányukkal és egészségügyi hatóságaikkal együtt tervet dolgozzanak ki, ugyanakkor az UEFA garanciákat várt arra, hogy nézők legyenek a mérkőzéseken. A terv közlésének határideje 2021. április 7-e volt. Április 9-én az UEFA közölte, hogy nyolc város 25% és 100% közötti kapacitást biztosít. A maradék négy város (Bilbao, Dublin, München és Róma) április 23-áig kapott haladékot. Április 14-én Róma tervét is elfogadták. Április 23-án München tervét is elfogadták, míg Bilbao helyett Sevilla került be a helyszínek közé, Dublintól pedig elvették a rendezési jogot. Bilbao és Dublin nem tudta garantálni a nézőkkel történő rendezést.
| Város         | Stadion               | Normál férőhely | Engedélyezett férőhely |
| ------------- | --------------------- | --------------- | --- |
| Amszterdam    | Johan Cruijff Arena   | 54 990          | Legalább 33,3% (körülbelül 16 000), lehetséges emelés |
| Baku          | Olimpiai Stadion      | 68 700          | 50% (körülbelül 34 350), a résztvevő csapatoktól eltérő országokból nem lehetnek nézők |
| Bukarest      | Nemzeti Stadion       | 55 600          | Legalább 25% (körülbelül 13 000), lehetséges emelés |
| Budapest      | Puskás Aréna          | 67 215          | Teljes, a szigorú stadionbelépési követelményeket teljesítő nézőknek |
| Koppenhága    | Parken Stadion        | 38 065          | 40% (körülbelül 15 900) Finnország ellen, 67% (körülbelül 25 000) a tovább két csoportmérkőzésen és a nyolcaddöntőn.                                                                             |
| Glasgow       | Hampden Park          | 51 866          | 25% (körülbelül 12 000) |
| London        | Wembley Stadion       | 90 000          | Legalább 25% (körülbelül 22 500) a csoportkörben és a nyolcaddöntőben az első londoni mérkőzésen, 50% a nyolcaddöntőben a második londoni mérkőzésen, 67% az elődöntőben és a döntőben (60 000). |
| München       | Allianz Arena         | 70 000          | 20% (14 000) |
| Róma          | Olimpiai Stadion      | 70 634          | Legalább 25% (körülbelül 17 659), lehetséges emelés |
| Szentpétervár | Kresztovszkij Stadion | 68 134          | Legalább 50% (körülbelül 34 067), lehetséges emelés |
| Sevilla       | La Cartuja            | 60 000          | 30% (körülbelül 18 000) |

## Selejtező
Az Európa-bajnokságra automatikusan egyik csapat sem jutott ki, beleértve azt a 13 országot is, amelyek az Eb-mérkőzések helyszínei közé tartoztak. Összesen 24 csapat kvalifikált az Európa-bajnokságra. A rendező városokat 2014 szeptemberében döntötte el az UEFA, még a selejtező megkezdése előtt, emiatt előfordult két olyan rendező ország is, amelynek csapata nem jutott ki az Eb-re (Azerbajdzsán már a selejtezőkörben, míg Románia a pótselejtezők során esett ki).
Selejtező
A 2020-as labdarúgó-Európa-bajnokság selejtezőjének csoportjainak sorsolását 2018. december 2-án tartották Dublinban, Írországban. Az 55 csapatot 10 csoportba sorsolták, melyből 5 darab ötcsapatos, 5 darab pedig hatcsapatos volt. Továbbá az UEFA Nemzetek Ligája négyes döntőjébe jutó csapatok ötcsapatos csoportba kerültek. A selejtező 2019 márciusában kezdődött és 2019 novemberében ért véget. A 10 csoport első két helyezettje kijutott az Európa-bajnokságra.
Pótselejtező
A pótselejtezőben összesen 16 csapat vett részt. A 16 csapat kilétét a 2018–2019-es UEFA Nemzetek Ligája összesített rangsorolása döntötte el. A 16 csapat négy ágra került, mindegyik ágon négy csapattal, és mindegyik ágról egy csapat jutott ki az Eb-re.

### Résztvevő csapatok
A következő csapatok vettek részt a 2020-as labdarúgó-Európa-bajnokságon. A dőlt betűvel jelzett csapatok rendezők voltak. Finnország és Észak-Macedónia először vett részt Európa-bajnokságon, korábban még nem jutottak ki nagy tornára. Dánia és Hollandia 2012 után volt újra résztvevő, miután a 2016-os Eb-re nem jutottak ki. Belgium és Olaszország a selejtezősorozatot hibátlanul, tíz győzelmet szerezve teljesítette, így száz százalékos teljesítménnyel kvalifikálta magát a tornára. A címvédő Portugália, Franciaország és Németország rekordot jelentő 13. alkalommal harcolta ki az Európa-bajnoki részvétel jogát. Skócia az 1996-os Európa-bajnokságot követően először jutott ki a kontinenstornára, és nagy tornára is 23 év elteltével kvalifikált először. A korábbi győztesek közül egyedül Görögország nem jutott ki az Európa-bajnokságra, míg az ezt megelőző torna mezőnyéből Albánia, Izland, Észak-Írország, Írország és Románia nem tudott kijutni a 2021-es tornára. Ausztria, Magyarország, Szlovákia és Wales története során először jutott ki egymást követő két Európa-bajnokságra. A 11 rendező ország válogatottja közül hét a selejtezők, kettő pedig a pótselejtezők során harcolták ki a kvalifikációt. Románia, Azerbajdzsán és Írország nem jutott ki az EB-re, utóbbi országtól ráadásul az UEFA utólagosan visszavonta a rendezési jogot. 

| Ország          | Hogyan kvalifikált            | Kvalifikáció időpontja | Eddigi Európa-bajnoki részvételek |
| --------------- | ----------------------------- | ---------------------- | --------------------------------- |
| Belgium         | I csoport győztese            | 2019. október 10.      | 5                                 |
| Olaszország     | J csoport győztese            | 2019. október 12.      | 9                                 |
| Oroszország     | I csoport második helyezettje | 2019. október 13.      | 11                                |
| Lengyelország   | G csoport győztese            | 2019. október 13.      | 3                                 |
| Ukrajna         | B csoport győztese            | 2019. október 14.      | 2                                 |
| Spanyolország   | F csoport győztese            | 2019. október 15.      | 10                                |
| Törökország     | H csoport második helyezettje | 2019. november 14.     | 4                                 |
| Franciaország   | H csoport győztese            | 2019. november 14.     | 9                                 |
| Anglia          | A csoport győztese            | 2019. november 14.     | 9                                 |
| Csehország      | A csoport második helyezettje | 2019. november 14.     | 9                                 |
| Finnország      | J csoport második helyezettje | 2019. november 15.     | 0                                 |
| Svédország      | F csoport második helyezettje | 2019. november 15.     | 6                                 |
| Horvátország    | E csoport győztese            | 2019. november 16.     | 5                                 |
| Ausztria        | G csoport második helyezettje | 2019. november 16.     | 2                                 |
| Hollandia       | C csoport második helyezettje | 2019. november 16.     | 9                                 |
| Németország     | C csoport győztese            | 2019. november 16.     | 12                                |
| Portugália      | B csoport második helyezettje | 2019. november 17.     | 7                                 |
| Svájc           | D csoport győztese            | 2019. november 18.     | 4                                 |
| Dánia           | D csoport második helyezettje | 2019. november 18.     | 8                                 |
| Wales           | E csoport második helyezettje | 2019. november 19.     | 1                                 |
| Észak-Macedónia | Pótselejtező, D ág győztese   | 2020. november 12.     | 0                                 |
| Magyarország    | Pótselejtező, A ág győztese   | 2020. november 12.     | 3                                 |
| Szlovákia       | Pótselejtező, B ág győztese   | 2020. november 12.     | 1                                 |
| Skócia          | Pótselejtező, C ág győztese   | 2020. november 12.     | 2                                 |

1. ↑  A Szovjetunió (1960 és 1988 között) és a FÁK (1992) részvételeivel együtt.
2. ↑  Csehszlovákia (1960 és 1980 között) részvételeivel együtt.
3. ↑  Az NSZK (1972 és 1988 között) részvételeivel együtt.

## Sorsolás
Az Európa-bajnokság csoportjainak sorsolását 2019. november 30-án tartották, helyi idő szerint 19 órától (magyar idő szerint 18 órától), Bukarestben a Romexpo rendezvényközpontban. A 24 csapatot hat darab négycsapatos csoportba sorsolták. A pótselejtezőről kijutó négy csapat kiléte ismeretlen volt a sorsolás időpontjában, a sorsoláskor a pótselejtező győzteseként hivatkoztak rájuk. A következő szabályok vonatkoztak a sorsolásra:
- A csapatok kiemelése a selejtező összesített rangsora alapján történt.
- Ha egy rendező ország csapata kijutott, vagy a pótselejtezőn kijuthatott, akkor abba a csoportba került, amelyben hazai pályán játszhatott.
- Ha mindkét rendező ország csapata közvetlenül jutott ki és így azonos csoportba kerültek, akkor sorsolás döntött arról, hogy az egymás elleni mérkőzést hol játsszák. Ezt a sorsolást még november 22-én elvégezték.

A kalapok beosztása a selejtező összesített rangsora alapján történt, a következők szerint:
- 1. kalap: 1–6. helyezett csoportgyőztesek
- 2. kalap: 7–10. helyezett csoportgyőztesek, 1–2. helyezett csoportmásodikok
- 3. kalap: 3–8. helyezett csoportmásodikok
- 4. kalap: 9–10. helyezett csoportmásodikok, a pótselejtezők A–D ágainak győztesei (a sorsolás időpontjában a csapatok ismeretlenek)

A sorsolás az 1. kalappal kezdődött és a 4. kalappal fejeződött be, miközben a kisorsolt csapatok a legelső lehetséges csoportba kerültek. A csapat pozícióját (amely a menetrendet is meghatározta) sorsolták. A sorsolás során a következő elveket alkalmazták:
- Automatikus csoportba helyezés: Azok a rendező országok, amelyek közvetlenül kijutottak vagy a pótselejtezőn kijuthattak a tornára, automatikusan abba a csoportba kerültek, ahol hazai pályán játszhattak.
- Tiltott párosítások: politikai okok miatt a következő párosítások nem voltak lehetségesek: Örményország és Azerbajdzsán (rendező); Gibraltár és Spanyolország (rendező); Koszovó és Bosznia-Hercegovina; Koszovó és Szerbia; Oroszország (rendező) és Koszovó, Oroszország (rendező) és Ukrajna.[74] A felsorolt párok nem kerülhettek azonos csoportba, illetve a nem rendező országok nem kerülhettek a tiltásukba tartozó rendező ország csoportjába, még akkor sem, ha az a rendező ország nem jutott ki a tornára.

### A pótselejtező ágainak csoportbeosztása
A pótselejtezők lehetséges variációi lehetetlenné tették, hogy az összes változatra előzetesen egységes szabály alkalmazható legyen. Az egyedi kérdésekkel az UEFA adminisztrációja foglalkozott.
A pótselejtező egyik ágán mindenképpen két rendező szerepelt. A sorsolás eredményeképpen az A ágra került Románia (C csoportban rendező) és Magyarország (F csoportban rendező). Ezt az ágat a D ággal párosították, amelyen nincs rendező ország, így egyértelműen meghatározva, hogy mely esetben, melyik győztes, melyik csoportba kerül. A sorsolást 2019. november 22-én 12 órakor tartották, amely eldöntötte, hogy az A ág győztese melyik csoportba kapott elsőbbségi besorolást.
A sorsolás során két csoport, az F csoport és C csoport közül sorsoltak. Az elsőként kisorsolt csoport határozta meg azt a csoportot („elsőbbségi csoport”), amelybe az A ág győztese kerül, kivéve ha a C csoportba („nem elsőbbségi csoport”) tartozó rendező (Románia) nyeri az A ágat. A lehetséges változatok:
- Ha az A ág győztese Bulgária, Magyarország vagy Izland: az A ág győztese az F csoportba, a D ág győztese a C csoportba kerül.
- Ha az A ág győztese Románia: az A ág győztese a C csoportba, a D ág győztese az F csoportba kerül.

### Kiemelés
A csapatok az alábbiak szerint kerültek a kalapokba:
| Csapat        | Rendező   | H. |
| ------------- | --------- | -- |
| Belgium       |           | 1. |
| Olaszország   | A csoport | 2. |
| Anglia        | D csoport | 3. |
| Németország   | F csoport | 4. |
| Spanyolország | E csoport | 5. |
| Ukrajna       |           | 6. |

| Csapat        | Rendező   | H.  |
| ------------- | --------- | --- |
| Franciaország |           | 7.  |
| Lengyelország |           | 8.  |
| Svájc         |           | 9.  |
| Horvátország  |           | 10. |
| Hollandia     | C csoport | 11. |
| Oroszország   | B csoport | 12. |

| Csapat      | Rendező   | H.  |
| ----------- | --------- | --- |
| Portugália  |           | 13. |
| Törökország |           | 14. |
| Dánia       | B csoport | 15. |
| Ausztria    |           | 16. |
| Svédország  |           | 17. |
| Csehország  |           | 18. |

| Csapat                      | Rendező        | H.  |
| --------------------------- | -------------- | --- |
| Wales                       |                | 19. |
| Finnország                  |                | 20. |
| pótselejtező, A ág győztese | C és F csoport |     |
| pótselejtező, B ág győztese | E csoport      |     |
| pótselejtező, C ág győztese | D csoport      |     |
| pótselejtező, D ág győztese |                |     |

1. ↑  Ukrajna nem sorsolható a B csoportba Oroszországgal együtt.
2. 1 2 3 4  A csapat ismeretlen a sorsolás időpontjában.
3. ↑  Románia (a C csoportban rendező) és Magyarország (az F csoportban rendező) a pótselejtező A ágán vehetett részt. Az ág győztese két csoportba kapott besorsolást.
4. ↑  Írország (az E csoportban rendező) a pótselejtező B ágán vehetett részt.
5. ↑  Skócia (a D csoportban rendező) a pótselejtező C ágán vehetett részt.
6. ↑  A D ágat az A ággal (amelyen két rendező szerepelt) párosították. Az ág győztese két csoportba kapott besorsolást.

### A sorsolás eredménye
A sorsolás során az alábbi csoportok alakultak ki (a dőlt betűvel jelzett csapatok a sorsolás időpontjában ismeretlenek voltak):
| Poz. | Csapat      |
| ---- | ----------- |
| A1   | Törökország |
| A2   | Olaszország |
| A3   | Wales       |
| A4   | Svájc       |

| Poz. | Csapat      |
| ---- | ----------- |
| B1   | Dánia       |
| B2   | Finnország  |
| B3   | Belgium     |
| B4   | Oroszország |

| Poz. | Csapat          |
| ---- | --------------- |
| C1   | Hollandia       |
| C2   | Ukrajna         |
| C3   | Ausztria        |
| C4   | Észak-Macedónia |

| Poz. | Csapat       |
| ---- | ------------ |
| D1   | Anglia       |
| D2   | Horvátország |
| D3   | Skócia       |
| D4   | Csehország   |

| Poz. | Csapat        |
| ---- | ------------- |
| E1   | Spanyolország |
| E2   | Svédország    |
| E3   | Lengyelország |
| E4   | Szlovákia     |

| Poz. | Csapat        |
| ---- | ------------- |
| F1   | Magyarország  |
| F2   | Portugália    |
| F3   | Franciaország |
| F4   | Németország   |

1. 1 2 3 4 5 6  Rendező, amely három mérkőzést hazai pályán játszik.
2. 1 2 3  Rendező, amely két mérkőzést hazai pályán játszik.

A párosítások és a csoportkör menetrendje a sorsolás alapján, az alábbi sorszámok szerint alakult ki:
| Forduló    | Dátum               | Mérkőzések |
| ---------- | ------------------- | ---------- |
| 1. forduló | 2021. június 11–15. | 1–2, 3–4   |
| 2. forduló | 2021. június 16–19. | 1–3, 2–4   |
| 3. forduló | 2021. június 20–23. | 4–1, 2–3   |

## Pénzdíjazás
Az Európa-bajnokság résztvevői között a következő pénzdíjakat osztották ki. Valamennyi összeg euróban értendő.
| Cél elérése       | Összeg                | Csapatok száma |
| ----------------- | --------------------- | -------------- |
| Részvétel         | 9,25 millió           | 24             |
| A csoportkörben   | 1,5 millió a győzelem | 24             |
| A csoportkörben   | 750 000 a döntetlen   | 24             |
| Nyolcaddöntő      | 2 millió              | 16             |
| Negyeddöntő       | 3,25 millió           | 8              |
| Elődöntő          | 5 millió              | 4              |
| Második helyezett | 7 millió              | 1              |
| Győztes           | 10 millió             | 1              |

## Keretek
A Covid19-pandémia miatt a játékosok terhelésének csökkentése érdekében a keretek létszámát a korábbi 23-ról 26-ra növelték. A mérkőzésekre azonban csak 23 játékos volt nevezhető. A játékosokat, három kapussal az Eb előtti tizedik napig (2021. június 1.) kellett megnevezni. Ha egy játékos megsérült vagy megbetegedett az ország első mérkőzése előtt, akkor a játékost ki lehetett cserélni egy másikkal. A kapusokat az ország első mérkőzése után is ki lehetett cserélni.

## Játékvezetők
2018. szeptember 27-én az UEFA Végrehajtó Bizottsága jóváhagyta a videóbíró (VAR) alkalmazását.
2021. április 19-én az UEFA 19 játékvezetői csapatot nevezett meg. Még 2020. február 12-én az UEFA és a CONMEBOL együttműködési nyilatkozatot írt alá, amely lehetővé tette, hogy egy dél-amerikai játékvezetői hármas közreműködhessen a torna csoportkörében. Az argentin Fernando Rapallini és asszisztensei az első olyan dél-amerikai játékvezetők voltak, akik az Európa-bajnokságon szerephez jutottak. Hasonlóképp spanyol játékvezetőket is választottak a 2021-es Copa América tornára.
| Ország        | Játékvezető             | Asszisztensek                                      |
| ------------- | ----------------------- | -------------------------------------------------- |
| Németország   | Felix Brych             | Mark Borsch Stefan Lupp                            |
| Törökország   | Cüneyt Çakır            | Bahattin Duran Tarık Ongun                         |
| Spanyolország | Carlos del Cerro Grande | Juan Carlos Yuste Jiménez Roberto Alonso Fernández |
| Svédország    | Andreas Ekberg          | Mehmet Culum Stefan Hallberg                       |
| Izrael        | Orel Grinfeld           | Roy Hassan Idan Yarkoni                            |
| Románia       | Ovidiu Hațegan          | Sebastian Gheorghe Radu Ghinguleac                 |
| Oroszország   | Szergej Karaszjov       | Igor Demeshko Maksim Gavrilin                      |
| Románia       | Kovács István           | Vasile Marinescu Ovidiu Artene                     |
| Hollandia     | Björn Kuipers           | Sander van Roekel Erwin Zeinstra                   |
| Hollandia     | Danny Makkelie          | Hessel Steegstra Jan de Vries                      |
| Spanyolország | Antonio Mateu Lahoz     | Pau Cebrián Devís Roberto Díaz Pérez del Palomar   |
| Anglia        | Michael Oliver          | Stuart Burt Simon Bennett                          |
| Olaszország   | Daniele Orsato          | Alessandro Giallatini Fabiano Preti                |
| Argentína     | Fernando Rapallini      | Juan Pablo Belatti Diego Bonfá                     |
| Németország   | Daniel Siebert          | Jan Seidel Rafael Foltyn                           |
| Portugália    | Artur Soares Dias       | Rui Tavares Paulo Soares                           |
| Anglia        | Anthony Taylor          | Gary Beswick Adam Nunn                             |
| Franciaország | Clément Turpin          | Nicolas Danos Cyril Gringore                       |
| Szlovénia     | Slavko Vinčić           | Tomaž Klančnik Andraž Kovačič                      |

Az UEFA emellett 22 videóbírót és 12 egyéb asszisztenst nevezett meg (akik negyedik játékvezetői és tartalék játékvezetői feladatot kaphattak). Köztük volt Stéphanie Frappart, az első női játékvezető az Európa-bajnokságok történetében.
| Ország        | Videóbírók                                                                      | Videóbírók                   |
| ------------- | ------------------------------------------------------------------------------- | ---------------------------- |
| Anglia        | Stuart Attwell Chris Kavanagh                                                   | Lee Betts                    |
| Franciaország | Jérôme Brisard François Letexier                                                | Benjamin Pagès               |
| Németország   | Bastian Dankert Christian Dingert Marco Fritz                                   | Christian Gittelmann         |
| Olaszország   | Marco Di Bello Massimiliano Irrati Paolo Valeri                                 | Filippo Meli                 |
| Hollandia     | Kevin Blom Pol van Boekel                                                       |                              |
| Lengyelország | Paweł Gil                                                                       |                              |
| Portugália    | João Pinheiro                                                                   |                              |
| Spanyolország | Alejandro Hernández Hernández Juan Martínez Munuera José María Sánchez Martínez | Íñigo Prieto López de Cerain |

| Ország        | Negyedik játékvezető | Tartalék játékvezető |
| ------------- | -------------------- | -------------------- |
| Bulgária      | Georgi Kabakov       | Martin Margaritov    |
| Franciaország | Stéphanie Frappart   | Mikaël Berchebru     |
| Olaszország   | Davide Massa         | Stefano Alassio      |
| Lengyelország | Bartosz Frankowski   | Marcin Boniek        |
| Szerbia       | Srđan Jovanović      | Uroš Stojković       |
| Svájc         | Sandro Schärer       | Stéphane De Almeida  |

## Marketing
A hivatalos logót 2016. szeptember 21-én, a londoni városházán tartott ünnepségen mutatták be. A logó a Henri Delaunay-trófeát ábrázolja a szurkolók körében egy hídon, amely az UEFA szerint azt szemlélteti, miként köti össze a labdarúgás az embereket. Ezenfelül minden rendező városnak külön logója is volt, azon felül az "UEFA Euro 2020" felirat, alul pedig a rendező város neve volt olvasható, a képen pedig egy-egy, az adott város leginkább ismert hídja volt látható.
| Házigazda város | Bemutatás dátuma     | Híd                    | Nyelv   | Forrás |
| --------------- | -------------------- | ---------------------- | ------- | ------ |
| London          | 2016. szeptember 21. | Tower Bridge           | N/A     |        |
| Róma            | 2016. szeptember 22. | Ponte Sant'Angelo      | olasz   | [ 84 ] |
| Baku            | 2016. szeptember 30. | bakui ferdekábeles híd | azeri   | [ 85 ] |
| Bukarest        | 2016. október 15.    | Basarab felüljáró      | román   | [ 86 ] |
| Glasgow         | 2016. október 25.    | Clyde Arc              | N/a     | [ 87 ] |
| München         | 2016. október 27.    | Wittelsbach híd        | német   | [ 88 ] |
| Koppenhága      | 2016. november 1.    | Cirkelbroen            | dán     | [ 89 ] |
| Budapest        | 2016. november 16.   | Széchenyi lánchíd      | magyar  | [ 90 ] |
| Amszterdam      | 2016. december 16.   | Magere Brug            | holland | [ 91 ] |
| Szentpétervár   | 2017. január 19.     | Palotahíd              | orosz   | [ 92 ] |
| Sevilla         | N/a                  | Puente del Alamillo    | spanyol | [ 93 ] |

| Házigazda város | Bemutatás dátuma   | Híd                   | Nyelv        | Forrás |
| --------------- | ------------------ | --------------------- | ------------ | ------ |
| Dublin          | 2016. november 24. | Samuel Beckett Bridge | ír           | [ 94 ] |
| Brüsszel        | 2016. december 14. | Pont Sobieski         | dán, francia | [ 95 ] |
| Bilbao          | 2016. december 15. | San Antón Bridge      | spanyol      | [ 96 ] |

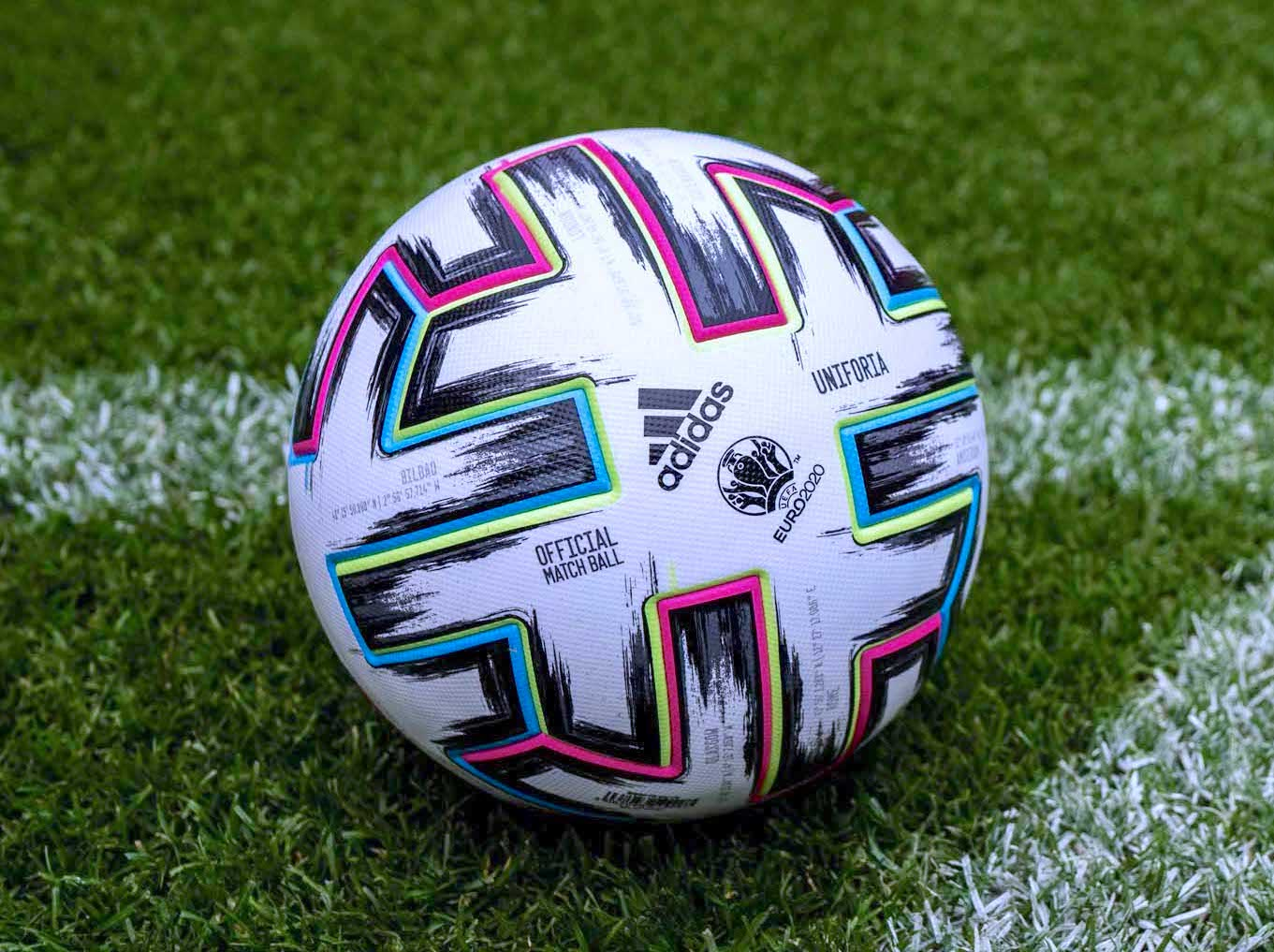
Az "Uniforia"

Az Európa-bajnokság hivatalos labdája az Adidas Uniforia volt, ezt 2019. november 6-án jelentette be az UEFA. A labda túlnyomórészt fehér és fekete színárnyalatú, kék, neon és rózsaszín csíkokkal. Neve az "egység" és az "eufória" szavak összevonásából jött létre.
Az Európa-bajnokság kabaláját, Skillzyt 2019. március 24-én mutatta be az UEFA. A karaktert a Freestyle labdarúgás és az utcai labdarúgás kultúrája ihlette.
2019. október 19-én Martin Garrix holland DJ-t és zenei producert nevezték meg, mint az Európa-bajnokság hivatalos dalának szerzőjét. A dal a "We Are the People" címet kapta, és közreműködött az elkészítésében Bono és the Edge is az ír U2 nevű formációból. 2021. május 14-én jelent meg, de teljes egészében először a június 11-ei megnyitóünnepségen volt látható és hallható.
A korábbi Európa- és világbajnokságokhoz hasonlóan a 2020-as Európa-bajnoksághoz is készült hivatalos számítógépes játék, amelyet a Konami adott ki 2020 júniusában. A torna nyitó napján a Konami kiadott egy frissített verziót is.
Az Európa-bajnoksággal kapcsolatban az UEFA több nemzetközileg is ismert céggel kötött együttműködési és szponzorációs szerződéseket.
- A nemzeti válogatottak szponzorai: Alipay,[105] Booking Holdings,[106] FedEx,[107] Gazprom,[108] Hisense,[109] és Volkswagen.[110]
- Az "EURO 2020" hivatalos szponzorai: Coca-Cola,[111] Heineken,[112] Qatar Airways,[113] Takeaway.com,[114] TikTok,[115] és a Vivo Mobile.[116]
- Az "EURO 2020" licensz tulajdonosai: Adidas, Hublot, IMG, Konami, Panini.

## Nyitóünnepség
A nyitóünnepséget a torna első mérkőzésének helyszínén, a római Olimpiai Stadionban tartották 2021. június 11-én, 20:35-kor (CEST) Andrea Bocelli olasz tenorista adta elő Nessun dorma című számát, az Európa-bajnokság hivatalos dalának, a "We are the People" című számnak az előadásában pedig Martin Garrix, Bono és the Edge is segédkezett. A koronavírus-járvány miatt az ünnepség virtuális keretek közt zajlott, az előadásokat jóval az ünnepség előtt rögzítették.

## Csoportkör
Az UEFA 2018. május 24-én tette közzé a menetrendet. A csoportkör és a nyolcaddöntők kezdési időpontjait a csoportkör sorsolása után tették közzé. 2020. június 17-én az UEFA közzétette az új, 2021-es menetrendet. 2021. április 23-án néhány mérkőzésnél a helyszíneket korrigálták, miután egy helyszínt töröltek, egy másikat pedig áthelyeztek.
A csoportok első két helyezettje, valamint a legjobb négy harmadik helyezett jutott tovább a nyolcaddöntőbe.
Az időpontok közép-európai idő szerint értendők. Az ettől eltérő időzónában játszott mérkőzéseknél zárójelben a helyi idő is olvasható.

### Sorrend meghatározása
Az Európa-bajnokság csoportjaiban ha két vagy több csapat a csoportmérkőzések után azonos pontszámmal állt, akkor a következő pontok alapján állapították meg a sorrendet:
1. több szerzett pont az azonosan álló csapatok közötti mérkőzéseken;
2. jobb gólkülönbség az azonosan álló csapatok közötti mérkőzéseken;
3. több szerzett gól az azonosan álló csapatok közötti mérkőzéseken;
4. ha az 1–3. pontok alapján a sorrend nem dönthető el, akkor az 1–3. pontokat újra kell alkalmazni kizárólag a továbbra is azonosan álló csapatok között játszott mérkőzésekre. Ha továbbra sem dönthető el a sorrend, akkor az 5–10. pontokat kell alkalmazni;
5. jobb gólkülönbség az összes csoportmérkőzésen;
6. több szerzett gól az összes csoportmérkőzésen;
7. több győzelem az összes csoportmérkőzésen;
8. ha két csapat a felsorolt első hét pont alapján holtversenyben áll úgy, hogy az utolsó csoportmérkőzést egymás ellen játsszák (azaz az utolsó csoportmérkőzés, amelyet egymás ellen lejátszottak, döntetlen lett, és a pontszámuk, összesített gólkülönbségük, az összes szerzett góljuk száma is azonos) és nincs harmadik csapat, amely velük azonos pontszámmal áll, akkor közöttük büntetőrúgások döntenek a sorrendről;
9. alacsonyabb fair play pontszám (1 pont egy sárga lapért, 3 pont két sárga lapot követő piros lapért, 3 pont egy azonnali piros lapért);
10. jobb helyezés a selejtező összesített rangsorában.

### A csoport
| Hely. | Csapat          | M | Gy | D | V | G+ | G– | Gk | P | Továbbjutás                                |
| ----- | --------------- | - | -- | - | - | -- | -- | -- | - | ------------------------------------------ |
| 1.    | Olaszország (R) | 3 | 3  | 0 | 0 | 7  | 0  | +7 | 9 | Továbbjutott az egyenes kieséses szakaszba |
| 2.    | Wales           | 3 | 1  | 1 | 1 | 3  | 2  | +1 | 4 | Továbbjutott az egyenes kieséses szakaszba |
| 3.    | Svájc           | 3 | 1  | 1 | 1 | 4  | 5  | −1 | 4 | Továbbjutott az egyenes kieséses szakaszba |
| 4.    | Törökország     | 3 | 0  | 0 | 3 | 1  | 8  | −7 | 0 |                                            |

1. 1 2  Az egymás elleni eredmény döntetlen (Wales 1–1 Svájc). Az összesített jobb gólkülönbség döntött.

| 2021. június 11. 21:00 |

| Törökország | 0–3               | Olaszország                                  |
| ----------- | ----------------- | -------------------------------------------- |
|             | (0–0) Jegyzőkönyv | Demiral 53' (öngól) Immobile 66' Insigne 79' |

| Olimpiai Stadion, Róma Nézőszám: 12 916 Játékvezető: Danny Makkelie (holland) |

| 2021. június 12. 15:00 (17:00 UTC+4) |

| Wales     | 1–1               | Svájc      |
| --------- | ----------------- | ---------- |
| Moore 74' | (0–0) Jegyzőkönyv | Embolo 49' |

| Olimpiai Stadion, Baku Nézőszám: 8782 Játékvezető: Clément Turpin (francia) |

| 2021. június 16. 18:00 (20:00 UTC+4) |

| Törökország | 0–2               | Wales                       |
| ----------- | ----------------- | --------------------------- |
|             | (0–1) Jegyzőkönyv | Ramsey 42' C. Roberts 90+5' |

| Olimpiai Stadion, Baku Nézőszám: 19 762 Játékvezető: Artur Soares Dias (portugál) |

| 2021. június 16. 21:00 |

| Olaszország                    | 3–0               | Svájc |
| ------------------------------ | ----------------- | ----- |
| Locatelli 26' 52' Immobile 89' | (1–0) Jegyzőkönyv |       |

| Olimpiai Stadion, Róma Nézőszám: 12 445 Játékvezető: Szergej Karaszjov (orosz) |

| 2021. június 20. 18:00 (20:00 UTC+4) |

| Svájc                        | 3–1               | Törökország |
| ---------------------------- | ----------------- | ----------- |
| Seferović 6' Shaqiri 26' 68' | (2–0) Jegyzőkönyv | Kahveci 62' |

| Olimpiai Stadion, Baku Nézőszám: 17 138 Játékvezető: Slavko Vinčić (szlovén) |

| 2021. június 20. 18:00 |

| Olaszország | 1–0               | Wales      |
| ----------- | ----------------- | ---------- |
| Pessina 39' | (1–0) Jegyzőkönyv | Ampadu 55′ |

| Olimpiai Stadion, Róma Nézőszám: 11 541 Játékvezető: Ovidiu Hațegan (román) |

### B csoport
| Hely. | Csapat          | M | Gy | D | V | G+ | G– | Gk | P | Továbbjutás                                |
| ----- | --------------- | - | -- | - | - | -- | -- | -- | - | ------------------------------------------ |
| 1.    | Belgium         | 3 | 3  | 0 | 0 | 7  | 1  | +6 | 9 | Továbbjutott az egyenes kieséses szakaszba |
| 2.    | Dánia (R)       | 3 | 1  | 0 | 2 | 5  | 4  | +1 | 3 | Továbbjutott az egyenes kieséses szakaszba |
| 3.    | Finnország      | 3 | 1  | 0 | 2 | 1  | 3  | −2 | 3 |                                            |
| 4.    | Oroszország (R) | 3 | 1  | 0 | 2 | 2  | 7  | −5 | 3 |                                            |

1. 1 2 3  Az egymás elleni pontszám döntetlen (3). Egymás elleni gólkülönbség: Dánia +2, Finnország 0, Oroszország –2.

| 2021. június 12. 18:00 |

| Dánia | 0–1               | Finnország     |
| ----- | ----------------- | -------------- |
|       | (0–0) Jegyzőkönyv | Pohjanpalo 60' |

| Parken Stadion, Koppenhága Nézőszám: 13 790 Játékvezető: Anthony Taylor (angol) |

| 2021. június 12. 21:00 (22:00 UTC+3) |

| Belgium                    | 3–0               | Oroszország |
| -------------------------- | ----------------- | ----------- |
| Lukaku 10' 88' Meunier 34' | (2–0) Jegyzőkönyv |             |

| Kresztovszkij Stadion, Szentpétervár Nézőszám: 26 264 Játékvezető: Antonio Mateu Lahoz (spanyol) |

| 2021. június 16. 15:00 (16:00 UTC+3) |

| Finnország | 0–1               | Oroszország     |
| ---------- | ----------------- | --------------- |
|            | (0–1) Jegyzőkönyv | Mirancsuk 45+2' |

| Kresztovszkij Stadion, Szentpétervár Nézőszám: 24 540 Játékvezető: Danny Makkelie (holland) |

| 2021. június 17. 18:00 |

| Dánia      | 1–2               | Belgium                     |
| ---------- | ----------------- | --------------------------- |
| Poulsen 2' | (1–0) Jegyzőkönyv | T. Hazard 55' De Bruyne 70' |

| Parken Stadion, Koppenhága Nézőszám: 23 395 Játékvezető: Björn Kuipers (holland) |

| 2021. június 21. 21:00 |

| Oroszország           | 1–4               | Dánia                                               |
| --------------------- | ----------------- | --------------------------------------------------- |
| Dzjuba 70' (11-esből) | (0–1) Jegyzőkönyv | Damsgaard 38' Poulsen 59' Christensen 79' Mæhle 82' |

| Parken Stadion, Koppenhága Nézőszám: 23 644 Játékvezető: Clément Turpin (francia) |

| 2021. június 21. 21:00 (22:00 UTC+3) |

| Finnország | 0–2               | Belgium                         |
| ---------- | ----------------- | ------------------------------- |
|            | (0–0) Jegyzőkönyv | Hrádecký 74' (öngól) Lukaku 81' |

| Kresztovszkij Stadion, Szentpétervár Nézőszám: 18 545 Játékvezető: Felix Brych (német) |

### C csoport
| Hely. | Csapat          | M | Gy | D | V | G+ | G– | Gk | P | Továbbjutás                                |
| ----- | --------------- | - | -- | - | - | -- | -- | -- | - | ------------------------------------------ |
| 1.    | Hollandia (R)   | 3 | 3  | 0 | 0 | 8  | 2  | +6 | 9 | Továbbjutott az egyenes kieséses szakaszba |
| 2.    | Ausztria        | 3 | 2  | 0 | 1 | 4  | 3  | +1 | 6 | Továbbjutott az egyenes kieséses szakaszba |
| 3.    | Ukrajna         | 3 | 1  | 0 | 2 | 4  | 5  | −1 | 3 | Továbbjutott az egyenes kieséses szakaszba |
| 4.    | Észak-Macedónia | 3 | 0  | 0 | 3 | 2  | 8  | −6 | 0 |                                            |

| 2021. június 13. 18:00 (19:00 UTC+3) |

| Ausztria                                  | 3–1               | Észak-Macedónia |
| ----------------------------------------- | ----------------- | --------------- |
| Lainer 18' Gregoritsch 78' Arnautović 89' | (1–1) Jegyzőkönyv | Pandev 28'      |

| Nemzeti Stadion, Bukarest Nézőszám: 9082 Játékvezető: Andreas Ekberg (svéd) |

| 2021. június 13. 21:00 |

| Hollandia                               | 3–2               | Ukrajna                      |
| --------------------------------------- | ----------------- | ---------------------------- |
| Wijnaldum 52' Weghorst 59' Dumfries 85' | (0–0) Jegyzőkönyv | Jarmolenko 75' Jaremcsuk 79' |

| Johan Cruijff Arena, Amszterdam Nézőszám: 15 837 Játékvezető: Felix Brych (német) |

| 2021. június 17. 15:00 (16:00 UTC+3) |

| Ukrajna                      | 2–1               | Észak-Macedónia |
| ---------------------------- | ----------------- | --------------- |
| Jarmolenko 29' Jaremcsuk 34' | (2–0) Jegyzőkönyv | Alioszki 57'    |

| Nemzeti Stadion, Bukarest Nézőszám: 10 001 Játékvezető: Fernando Rapallini (argentin) |

| 2021. június 17. 21:00 |

| Hollandia                         | 2–0               | Ausztria |
| --------------------------------- | ----------------- | -------- |
| Depay 11' (11-esből) Dumfries 67' | (1–0) Jegyzőkönyv |          |

| Johan Cruijff Arena, Amszterdam Nézőszám: 15 243 Játékvezető: Orel Grinfeld (izraeli) |

| 2021. június 21. 18:00 |

| Észak-Macedónia | 0–3               | Hollandia                   |
| --------------- | ----------------- | --------------------------- |
|                 | (0–1) Jegyzőkönyv | Depay 24' Wijnaldum 51' 58' |

| Johan Cruijff Arena, Amszterdam Nézőszám: 15 227 Játékvezető: Kovács István (román) |

| 2021. június 21. 18:00 (19:00 UTC+3) |

| Ukrajna | 0–1               | Ausztria        |
| ------- | ----------------- | --------------- |
|         | (0–1) Jegyzőkönyv | Baumgartner 21' |

| Nemzeti Stadion, Bukarest Nézőszám: 10 472 Játékvezető: Cüneyt Çakır (török) |

### D csoport
| Hely. | Csapat       | M | Gy | D | V | G+ | G– | Gk | P | Továbbjutás                                |
| ----- | ------------ | - | -- | - | - | -- | -- | -- | - | ------------------------------------------ |
| 1.    | Anglia (R)   | 3 | 2  | 1 | 0 | 2  | 0  | +2 | 7 | Továbbjutott az egyenes kieséses szakaszba |
| 2.    | Horvátország | 3 | 1  | 1 | 1 | 4  | 3  | +1 | 4 | Továbbjutott az egyenes kieséses szakaszba |
| 3.    | Csehország   | 3 | 1  | 1 | 1 | 3  | 2  | +1 | 4 | Továbbjutott az egyenes kieséses szakaszba |
| 4.    | Skócia (R)   | 3 | 0  | 1 | 2 | 1  | 5  | −4 | 1 |                                            |

1. 1 2  Döntetlen az egymás elleni pontszám (Horvátország 1–1 Csehország) és az összesített gólkülönbség (+1). A több szerzett gól döntött.

| 2021. június 13. 15:00 (14:00 UTC+1) |

| Anglia       | 1–0               | Horvátország |
| ------------ | ----------------- | ------------ |
| Sterling 57' | (0–0) Jegyzőkönyv |              |

| Wembley Stadion, London Nézőszám: 18 497 Játékvezető: Daniele Orsato (olasz) |

| 2021. június 14. 15:00 (14:00 UTC+1) |

| Skócia | 0–2               | Csehország     |
| ------ | ----------------- | -------------- |
|        | (0–1) Jegyzőkönyv | Schick 42' 52' |

| Hampden Park, Glasgow Nézőszám: 9847 Játékvezető: Daniel Siebert (német) |

| 2021. június 18. 18:00 (17:00 UTC+1) |

| Horvátország | 1–1               | Csehország            |
| ------------ | ----------------- | --------------------- |
| Perišić 47'  | (0–1) Jegyzőkönyv | Schick 37' (11-esből) |

| Hampden Park, Glasgow Nézőszám: 5607 Játékvezető: Carlos del Cerro Grande (spanyol) |

| 2021. június 18. 21:00 (20:00 UTC+1) |

| Anglia | 0–0         | Skócia |
| ------ | ----------- | ------ |
|        | Jegyzőkönyv |        |

| Wembley Stadion, London Nézőszám: 20 306 Játékvezető: Antonio Mateu Lahoz (spanyol) |

| 2021. június 22. 21:00 (20:00 UTC+1) |

| Horvátország                      | 3–1               | Skócia       |
| --------------------------------- | ----------------- | ------------ |
| Vlašić 17' Modrić 62' Perišić 77' | (1–1) Jegyzőkönyv | McGregor 42' |

| Hampden Park, Glasgow Nézőszám: 9896 Játékvezető: Fernando Rapallini (argentin) |

| 2021. június 22. 21:00 (20:00 UTC+1) |

| Csehország | 0–1               | Anglia       |
| ---------- | ----------------- | ------------ |
|            | (0–1) Jegyzőkönyv | Sterling 12' |

| Wembley Stadion, London Nézőszám: 19 104 Játékvezető: Artur Soares Dias (portugál) |

### E csoport
| Hely. | Csapat            | M | Gy | D | V | G+ | G– | Gk | P | Továbbjutás                                |
| ----- | ----------------- | - | -- | - | - | -- | -- | -- | - | ------------------------------------------ |
| 1.    | Svédország        | 3 | 2  | 1 | 0 | 4  | 2  | +2 | 7 | Továbbjutott az egyenes kieséses szakaszba |
| 2.    | Spanyolország (R) | 3 | 1  | 2 | 0 | 6  | 1  | +5 | 5 | Továbbjutott az egyenes kieséses szakaszba |
| 3.    | Szlovákia         | 3 | 1  | 0 | 2 | 2  | 7  | −5 | 3 |                                            |
| 4.    | Lengyelország     | 3 | 0  | 1 | 2 | 4  | 6  | −2 | 1 |                                            |

| 2021. június 14. 18:00 (17:00 UTC+1) |

| Lengyelország                   | 1–2               | Szlovákia                         |
| ------------------------------- | ----------------- | --------------------------------- |
| Linetty 46' Krychowiak 22′, 62′ | (0–1) Jegyzőkönyv | Szczęsny 18' (öngól) Škriniar 69' |

| Kresztovszkij Stadion, Szentpétervár Nézőszám: 12 862 Játékvezető: Ovidiu Hațegan (román) |

| 2021. június 14. 21:00 |

| Spanyolország | 0–0         | Svédország |
| ------------- | ----------- | ---------- |
|               | Jegyzőkönyv |            |

| Estadio de La Cartuja, Sevilla Nézőszám: 10 559 Játékvezető: Slavko Vinčić (szlovén) |

| 2021. június 18. 15:00 (14:00 UTC+1) |

| Svédország              | 1–0               | Szlovákia |
| ----------------------- | ----------------- | --------- |
| Forsberg 77' (11-esből) | (0–0) Jegyzőkönyv |           |

| Kresztovszkij Stadion, Szentpétervár Nézőszám: 11 525 Játékvezető: Daniel Siebert (német) |

| 2021. június 19. 21:00 |

| Spanyolország | 1–1               | Lengyelország   |
| ------------- | ----------------- | --------------- |
| Morata 25'    | (1–0) Jegyzőkönyv | Lewandowski 54' |

| Estadio de La Cartuja, Sevilla Nézőszám: 11 742 Játékvezető: Daniele Orsato (olasz) |

| 2021. június 23. 18:00 |

| Szlovákia | 0–5               | Spanyolország                                                                  |
| --------- | ----------------- | ------------------------------------------------------------------------------ |
|           | (0–2) Jegyzőkönyv | Dúbravka 30' (öngól) Laporte 45+3' Sarabia 56' F. Torres 67' Kucka 71' (öngól) |

| Estadio de La Cartuja, Sevilla Nézőszám: 11 204 Játékvezető: Björn Kuipers (holland) |

| 2021. június 23. 18:00 (17:00 UTC+1) |

| Svédország                     | 3–2               | Lengyelország       |
| ------------------------------ | ----------------- | ------------------- |
| Forsberg 2' 59' Claesson 90+4' | (1–0) Jegyzőkönyv | Lewandowski 61' 84' |

| Kresztovszkij Stadion, Szentpétervár Nézőszám: 14 252 Játékvezető: Michael Oliver (angol) |

### F csoport
| Hely. | Csapat           | M | Gy | D | V | G+ | G– | Gk | P | Továbbjutás                                |
| ----- | ---------------- | - | -- | - | - | -- | -- | -- | - | ------------------------------------------ |
| 1.    | Franciaország    | 3 | 1  | 2 | 0 | 4  | 3  | +1 | 5 | Továbbjutott az egyenes kieséses szakaszba |
| 2.    | Németország (R)  | 3 | 1  | 1 | 1 | 6  | 5  | +1 | 4 | Továbbjutott az egyenes kieséses szakaszba |
| 3.    | Portugália       | 3 | 1  | 1 | 1 | 7  | 6  | +1 | 4 | Továbbjutott az egyenes kieséses szakaszba |
| 4.    | Magyarország (R) | 3 | 0  | 2 | 1 | 3  | 6  | −3 | 2 |                                            |

1. 1 2  Egymás elleni eredmény: Portugália 2–4 Németország.

| 2021. június 15. 18:00 |

| Magyarország | 0–3               | Portugália                                 |
| ------------ | ----------------- | ------------------------------------------ |
|              | (0–0) Jegyzőkönyv | Guerreiro 84' Ronaldo 87' (11-esből) 90+2' |

| Puskás Aréna, Budapest Nézőszám: 55 662 Játékvezető: Cüneyt Çakır (török) |

| 2021. június 15. 21:00 |

| Franciaország       | 1–0               | Németország |
| ------------------- | ----------------- | ----------- |
| Hummels 20' (öngól) | (1–0) Jegyzőkönyv |             |

| Allianz Arena, München Nézőszám: 13 000 Játékvezető: Carlos del Cerro Grande (spanyol) |

| 2021. június 19. 15:00 |

| Magyarország | 1–1               | Franciaország |
| ------------ | ----------------- | ------------- |
| Fiola 45+2'  | (1–0) Jegyzőkönyv | Griezmann 66' |

| Puskás Aréna, Budapest Nézőszám: 55 998 Játékvezető: Michael Oliver (angol) |

| 2021. június 19. 18:00 |

| Portugália           | 2–4               | Németország                                                   |
| -------------------- | ----------------- | ------------------------------------------------------------- |
| Ronaldo 15' Jota 67' | (1–2) Jegyzőkönyv | Dias 35' (öngól) Guerreiro 39' (öngól) Havertz 51' Gosens 60' |

| Allianz Arena, München Nézőszám: 12 926 Játékvezető: Anthony Taylor (angol) |

| 2021. június 23. 21:00 |

| Portugália                            | 2–2               | Franciaország                |
| ------------------------------------- | ----------------- | ---------------------------- |
| Ronaldo 31' (11-esből) 60' (11-esből) | (1–1) Jegyzőkönyv | Benzema 45+2' (11-esből) 47' |

| Puskás Aréna, Budapest Nézőszám: 54 886 Játékvezető: Antonio Mateu Lahoz (spanyol) |

| 2021. június 23. 21:00 |

| Németország              | 2–2               | Magyarország               |
| ------------------------ | ----------------- | -------------------------- |
| Havertz 66' Goretzka 84' | (0–1) Jegyzőkönyv | Szalai Ád. 11' Schäfer 68' |

| Allianz Arena, München Nézőszám: 12 413 Játékvezető: Szergej Karaszjov (orosz) |

### Harmadik helyezett csapatok sorrendje
| Hely. | Cs | Csapat     | M | Gy | D | V | G+ | G– | Gk | P | Továbbjutás                                |
| ----- | -- | ---------- | - | -- | - | - | -- | -- | -- | - | ------------------------------------------ |
| 1.    | F  | Portugália | 3 | 1  | 1 | 1 | 7  | 6  | +1 | 4 | Továbbjutott az egyenes kieséses szakaszba |
| 2.    | D  | Csehország | 3 | 1  | 1 | 1 | 3  | 2  | +1 | 4 | Továbbjutott az egyenes kieséses szakaszba |
| 3.    | A  | Svájc      | 3 | 1  | 1 | 1 | 4  | 5  | −1 | 4 | Továbbjutott az egyenes kieséses szakaszba |
| 4.    | C  | Ukrajna    | 3 | 1  | 0 | 2 | 4  | 5  | −1 | 3 | Továbbjutott az egyenes kieséses szakaszba |
| 5.    | B  | Finnország | 3 | 1  | 0 | 2 | 1  | 3  | −2 | 3 |                                            |
| 6.    | E  | Szlovákia  | 3 | 1  | 0 | 2 | 2  | 7  | −5 | 3 |                                            |

## Egyenes kieséses szakasz
Az egyenes kieséses szakaszban a csoportok első két helyezettje, valamint a négy legjobb harmadik csapat vett részt. Az egyes mérkőzések győztesei továbbjutottak a következő körbe, a vesztes csapatok kiestek a kontinenstornáról. A harmadik helyért nem játszottak mérkőzést.
Ha a mérkőzéseken a rendes játékidő végén döntetlen volt az eredmény, akkor 2×15 perces hosszabbítás következett, amelyben mindkét csapatnak további egy cserelehetősége volt. Ha ezután is döntetlen volt az eredmény, akkor a továbbjutásról büntetőpárbaj döntött.
A sárga lapokat a negyeddöntőket követően törölték.

A nyolcaddöntőben a harmadik helyezettekkel történő párosítás attól függött, hogy mely csoportok harmadik helyezettjei jutottak tovább. A következő táblázat a lehetséges párosításokat mutatja.
| Négy legjobb harmadik helyezett | Négy legjobb harmadik helyezett | Négy legjobb harmadik helyezett | Négy legjobb harmadik helyezett | Négy legjobb harmadik helyezett | Négy legjobb harmadik helyezett |    | B1 vs | C1 vs | E1 vs | F1 vs |
| ------------------------------- | ------------------------------- | ------------------------------- | ------------------------------- | ------------------------------- | ------------------------------- | -- | ----- | ----- | ----- | ----- |
| A                               | B                               | C                               | D                               |                                 |                                 | A3 | D3    | B3    | C3    |       |
| A                               | B                               | C                               |                                 | E                               |                                 | A3 | E3    | B3    | C3    |       |
| A                               | B                               | C                               |                                 |                                 | F                               | A3 | F3    | B3    | C3    |       |
| A                               | B                               |                                 | D                               | E                               |                                 | D3 | E3    | A3    | B3    |       |
| A                               | B                               |                                 | D                               |                                 | F                               | D3 | F3    | A3    | B3    |       |
| A                               | B                               |                                 |                                 | E                               | F                               | E3 | F3    | B3    | A3    |       |
| A                               |                                 | C                               | D                               | E                               |                                 | E3 | D3    | C3    | A3    |       |
| A                               |                                 | C                               | D                               |                                 | F                               | F3 | D3    | C3    | A3    |       |
| A                               |                                 | C                               |                                 | E                               | F                               | E3 | F3    | C3    | A3    |       |
| A                               |                                 |                                 | D                               | E                               | F                               | E3 | F3    | D3    | A3    |       |
|                                 | B                               | C                               | D                               | E                               |                                 | E3 | D3    | B3    | C3    |       |
|                                 | B                               | C                               | D                               |                                 | F                               | F3 | D3    | C3    | B3    |       |
|                                 | B                               | C                               |                                 | E                               | F                               | F3 | E3    | C3    | B3    |       |
|                                 | B                               |                                 | D                               | E                               | F                               | F3 | E3    | D3    | B3    |       |
|                                 |                                 | C                               | D                               | E                               | F                               | F3 | E3    | D3    | C3    |       |

### Ágrajz
|  |                         |               |                           |                     |       |              |                     |              |  |  |           |           |           |  |  |       |       |       |
|  | Nyolcaddöntők           | Nyolcaddöntők | Nyolcaddöntők             |                     |       | Negyeddöntők | Negyeddöntők        | Negyeddöntők |  |  | Elődöntők | Elődöntők | Elődöntők |  |  | Döntő | Döntő | Döntő |
|  | Nyolcaddöntők           | Nyolcaddöntők | Nyolcaddöntők             |                     |       | Negyeddöntők | Negyeddöntők        | Negyeddöntők |  |  | Elődöntők | Elődöntők | Elődöntők |  |  | Döntő | Döntő | Döntő |
|  | június 27. – Sevilla    |               |                           |                     |       |              |                     |              |  |  |           |           |           |  |  |       |       |       |
|  |                         |               |                           |                     |       |              |                     |              |  |  |           |           |           |  |  |       |       |       |
|  | B1                      | Belgium       | 1                         |                     |       |              |                     |              |  |  |           |           |           |  |  |       |       |       |
|  | B1                      | Belgium       | 1                         | július 2. – München |       |              |                     |              |  |  |           |           |           |  |  |       |       |       |
|  | ADEF3                   | Portugália    | 0                         |                     |       |              |                     |              |  |  |           |           |           |  |  |       |       |       |
|  | ADEF3                   | Portugália    | 0                         |                     |       | Belgium      | Belgium             | 1            |  |  |           |           |           |  |  |       |       |       |
|  | június 26. – London     |               |                           |                     |       | Belgium      | Belgium             | 1            |  |  |           |           |           |  |  |       |       |       |
|  |                         |               | Olaszország               | Olaszország         | 2     |              |                     |              |  |  |           |           |           |  |  |       |       |       |
|  | A1                      | Olaszország   | Olaszország               | Olaszország         | 2     | 2            |                     |              |  |  |           |           |           |  |  |       |       |       |
|  | A1                      | Olaszország   |                           |                     |       | 2            | július 6. – London  |              |  |  |           |           |           |  |  |       |       |       |
|  | C2                      | Ausztria      | 1                         |                     |       |              |                     |              |  |  |           |           |           |  |  |       |       |       |
|  | C2                      | Ausztria      | 1                         |                     |       | Olaszország  | Olaszország         | 1 (4)        |  |  |           |           |           |  |  |       |       |       |
|  | június 28. – Bukarest   |               |                           |                     |       | Olaszország  | Olaszország         | 1 (4)        |  |  |           |           |           |  |  |       |       |       |
|  |                         |               | Spanyolország             | Spanyolország       | 1 (2) |              |                     |              |  |  |           |           |           |  |  |       |       |       |
|  | F1                      | Franciaország | Spanyolország             | Spanyolország       | 1 (2) | 3 (4)        |                     |              |  |  |           |           |           |  |  |       |       |       |
|  | F1                      | Franciaország | július 2. – Szentpétervár |                     |       | 3 (4)        |                     |              |  |  |           |           |           |  |  |       |       |       |
|  | ABC3                    | Svájc         | 3 (5)                     |                     |       |              |                     |              |  |  |           |           |           |  |  |       |       |       |
|  | ABC3                    | Svájc         | 3 (5)                     |                     |       | Svájc        | Svájc               | 1 (1)        |  |  |           |           |           |  |  |       |       |       |
|  | június 28. – Koppenhága |               |                           |                     |       | Svájc        | Svájc               | 1 (1)        |  |  |           |           |           |  |  |       |       |       |
|  |                         |               | Spanyolország             | Spanyolország       | 1 (3) |              |                     |              |  |  |           |           |           |  |  |       |       |       |
|  | D2                      | Horvátország  | Spanyolország             | Spanyolország       | 1 (3) | 3            |                     |              |  |  |           |           |           |  |  |       |       |       |
|  | D2                      | Horvátország  |                           |                     |       | 3            | július 11. – London |              |  |  |           |           |           |  |  |       |       |       |
|  | E2                      | Spanyolország | 5                         |                     |       |              |                     |              |  |  |           |           |           |  |  |       |       |       |
|  | E2                      | Spanyolország | 5                         |                     |       | Olaszország  | Olaszország         | 1 (3)        |  |  |           |           |           |  |  |       |       |       |
|  | június 29. – Glasgow    |               |                           |                     |       | Olaszország  | Olaszország         | 1 (3)        |  |  |           |           |           |  |  |       |       |       |
|  |                         |               | Anglia                    | Anglia              | 1 (2) |              |                     |              |  |  |           |           |           |  |  |       |       |       |
|  | E1                      | Svédország    | Anglia                    | Anglia              | 1 (2) | 1            |                     |              |  |  |           |           |           |  |  |       |       |       |
|  | E1                      | Svédország    | július 3. – Róma          |                     |       | 1            |                     |              |  |  |           |           |           |  |  |       |       |       |
|  | ABCD3                   | Ukrajna       | 2                         |                     |       |              |                     |              |  |  |           |           |           |  |  |       |       |       |
|  | ABCD3                   | Ukrajna       | 2                         |                     |       | Ukrajna      | Ukrajna             | 0            |  |  |           |           |           |  |  |       |       |       |
|  | június 29. – London     |               |                           |                     |       | Ukrajna      | Ukrajna             | 0            |  |  |           |           |           |  |  |       |       |       |
|  |                         |               | Anglia                    | Anglia              | 4     |              |                     |              |  |  |           |           |           |  |  |       |       |       |
|  | D1                      | Anglia        | Anglia                    | Anglia              | 4     | 2            |                     |              |  |  |           |           |           |  |  |       |       |       |
|  | D1                      | Anglia        |                           |                     |       | 2            | július 7. – London  |              |  |  |           |           |           |  |  |       |       |       |
|  | F2                      | Németország   | 0                         |                     |       |              |                     |              |  |  |           |           |           |  |  |       |       |       |
|  | F2                      | Németország   | 0                         |                     |       | Anglia       | Anglia              | 2            |  |  |           |           |           |  |  |       |       |       |
|  | június 27. – Budapest   |               |                           |                     |       | Anglia       | Anglia              | 2            |  |  |           |           |           |  |  |       |       |       |
|  |                         |               | Dánia                     | Dánia               | 1     |              |                     |              |  |  |           |           |           |  |  |       |       |       |
|  | C1                      | Hollandia     | Dánia                     | Dánia               | 1     | 0            |                     |              |  |  |           |           |           |  |  |       |       |       |
|  | C1                      | Hollandia     | július 3. – Baku          |                     |       | 0            |                     |              |  |  |           |           |           |  |  |       |       |       |
|  | DEF3                    | Csehország    | 2                         |                     |       |              |                     |              |  |  |           |           |           |  |  |       |       |       |
|  | DEF3                    | Csehország    | 2                         |                     |       | Csehország   | Csehország          | 1            |  |  |           |           |           |  |  |       |       |       |
|  | június 26. – Amszterdam |               |                           |                     |       | Csehország   | Csehország          | 1            |  |  |           |           |           |  |  |       |       |       |
|  |                         |               | Dánia                     | Dánia               | 2     |              |                     |              |  |  |           |           |           |  |  |       |       |       |
|  | A2                      | Wales         | Dánia                     | Dánia               | 2     | 0            |                     |              |  |  |           |           |           |  |  |       |       |       |
|  | A2                      | Wales         |                           |                     |       |              |                     |              |  |  |           |           |           |  |  |       |       |       |
|  | B2                      | Dánia         | 4                         |                     |       |              |                     |              |  |  |           |           |           |  |  |       |       |       |
|  | B2                      | Dánia         | 4                         |                     |       |              |                     |              |  |  |           |           |           |  |  |       |       |       |
|  |                         |               |                           |                     |       |              |                     |              |  |  |           |           |           |  |  |       |       |       |

### Nyolcaddöntők
| 2021. június 26. 18:00 |

| Wales      | 0–4               | Dánia                                       |
| ---------- | ----------------- | ------------------------------------------- |
| Wilson 90′ | (0–1) Jegyzőkönyv | Dolberg 27' 48' Mæhle 88' Braithwaite 90+4' |

| Johan Cruijff Arena, Amszterdam Nézőszám: 14 645 Játékvezető: Daniel Siebert (német) |

| 2021. június 26. 21:00 (20:00 UTC+1) |

| Olaszország             | 2–1 (h. u.)                 | Ausztria       |
| ----------------------- | --------------------------- | -------------- |
| Chiesa 95' Pessina 105' | (0–0, 0–0, 2–0) Jegyzőkönyv | Kalajdžić 114' |

| Wembley Stadion, London Nézőszám: 18 910 Játékvezető: Anthony Taylor (angol) |

| 2021. június 27. 18:00 |

| Hollandia   | 0–2               | Csehország           |
| ----------- | ----------------- | -------------------- |
| De Ligt 52′ | (0–0) Jegyzőkönyv | Holeš 68' Schick 80' |

| Puskás Aréna, Budapest Nézőszám: 52 834 Játékvezető: Szergej Karaszjov (orosz) |

| 2021. június 27. 21:00 |

| Belgium       | 1–0               | Portugália |
| ------------- | ----------------- | ---------- |
| T. Hazard 42' | (1–0) Jegyzőkönyv |            |

| Estadio de La Cartuja, Sevilla Nézőszám: 11 504 Játékvezető: Felix Brych (német) |

| 2021. június 28. 18:00 |

| Horvátország                              | 3–5 (h. u.)                 | Spanyolország                                                        |
| ----------------------------------------- | --------------------------- | -------------------------------------------------------------------- |
| Pedri 20' (öngól) Oršić 85' Pašalić 90+2' | (1–1, 3–3, 3–5) Jegyzőkönyv | Sarabia 38' Azpilicueta 57' F. Torres 77' Morata 100' Oyarzabal 103' |

| Parken Stadion, Koppenhága Nézőszám: 22 771 Játékvezető: Cüneyt Çakır (török) |

| 2021. június 28. 21:00 (22:00 UTC+3) |

| Franciaország                       | 3–3 (h. u.)                 | Svájc                                  |
| ----------------------------------- | --------------------------- | -------------------------------------- |
| Benzema 57' 59' Pogba 75'           | (0–1, 3–3, 3–3) Jegyzőkönyv | Seferović 15' 81' Gavranović 90'       |
| Büntetőpárbaj                       |                             |                                        |
| Pogba Giroud Thuram Kimpembe Mbappé | 4–5                         | Gavranović Schär Akanji Vargas Mehmedi |

| Nemzeti Stadion, Bukarest Nézőszám: 22 642 Játékvezető: Fernando Rapallini (argentin) |

| 2021. június 29. 18:00 (17:00 UTC+1) |

| Anglia                | 2–0               | Németország |
| --------------------- | ----------------- | ----------- |
| Sterling 75' Kane 86' | (0–0) Jegyzőkönyv |             |

| Wembley Stadion, London Nézőszám: 41 973 Játékvezető: Danny Makkelie (holland) |

| 2021. június 29. 21:00 (20:00 UTC+1) |

| Svédország                 | 1–2 (h. u.)                 | Ukrajna                     |
| -------------------------- | --------------------------- | --------------------------- |
| Forsberg 43' Danielson 98′ | (1–1, 1–1, 1–1) Jegyzőkönyv | Zincsenko 27' Dovbik 120+1' |

| Hampden Park, Glasgow Nézőszám: 9221 Játékvezető: Daniele Orsato (olasz) |

### Negyeddöntők
| 2021. július 2. 18:00 (19:00 UTC+3) |

| Svájc                          | 1–1 (h. u.)                 | Spanyolország                        |
| ------------------------------ | --------------------------- | ------------------------------------ |
| Shaqiri 68' Freuler 77′        | (0–1, 1–1, 1–1) Jegyzőkönyv | Zakaria 8' (öngól)                   |
| Büntetőpárbaj                  |                             |                                      |
| Gavranović Schär Akanji Vargas | 1–3                         | Busquets Olmo Rodri Gerard Oyarzabal |

| Kresztovszkij Stadion, Szentpétervár Nézőszám: 24 764 Játékvezető: Michael Oliver (angol) |

| 2021. július 2. 21:00 |

| Belgium                 | 1–2               | Olaszország             |
| ----------------------- | ----------------- | ----------------------- |
| Lukaku 45+2' (11-esből) | (1–2) Jegyzőkönyv | Barella 31' Insigne 44' |

| Allianz Arena, München Nézőszám: 12 984 Játékvezető: Slavko Vinčić (szlovén) |

| 2021. július 3. 18:00 (20:00 UTC+4) |

| Csehország | 1–2               | Dánia                  |
| ---------- | ----------------- | ---------------------- |
| Schick 49' | (0–2) Jegyzőkönyv | Delaney 5' Dolberg 42' |

| Olimpiai Stadion, Baku Nézőszám: 16 306 Játékvezető: Björn Kuipers (holland) |

| 2021. július 3. 21:00 |

| Ukrajna | 0–4               | Anglia                                   |
| ------- | ----------------- | ---------------------------------------- |
|         | (0–1) Jegyzőkönyv | Kane 4' 50' Maguire 46' J. Henderson 63' |

| Olimpiai Stadion, Róma Nézőszám: 11 880 Játékvezető: Felix Brych (német) |

### Elődöntők
| 2021. július 6. 21:00 (20:00 UTC+1) |

| Olaszország                                     | 1–1 (h. u.)                 | Spanyolország             |
| ----------------------------------------------- | --------------------------- | ------------------------- |
| Chiesa 60'                                      | (0–0, 1–1, 1–1) Jegyzőkönyv | Morata 80'                |
| Büntetőpárbaj                                   |                             |                           |
| Locatelli Belotti Bonucci Bernardeschi Jorginho | 4–2                         | Olmo Gerard Thiago Morata |

| Wembley Stadion, London Nézőszám: 57 811 Játékvezető: Felix Brych (német) |

| 2021. július 7. 21:00 (20:00 UTC+1) |

| Anglia                     | 2–1 (h. u.)                 | Dánia         |
| -------------------------- | --------------------------- | ------------- |
| Kjær 39' (öngól) Kane 104' | (1–1, 1–1, 2–1) Jegyzőkönyv | Damsgaard 30' |

| Wembley Stadion, London Nézőszám: 64 950 Játékvezető: Danny Makkelie (holland) |

### Döntő
| 2021. július 11. 21:00 (20:00 UTC+1) |

| Olaszország                                   | 1–1 (h. u.)                 | Anglia                            |
| --------------------------------------------- | --------------------------- | --------------------------------- |
| Bonucci 67'                                   | (0–1, 1–1, 1–1) Jegyzőkönyv | Shaw 2'                           |
| Büntetőpárbaj                                 |                             |                                   |
| Berardi Belotti Bonucci Bernardeschi Jorginho | 3–2                         | Kane Maguire Rashford Sancho Saka |

| Wembley Stadion, London Nézőszám: 67 173 Játékvezető: Björn Kuipers (holland) |

| A 2020-as labdarúgó-Európa-bajnokság győztese |
| · Olaszország · 2. cím                        |

## Statisztika

### Gólszerzők
Sorrend: gólok száma, ország, játékosnév.
Forrás: UEFA
5 gólos
- Patrik Schick
- Cristiano Ronaldo

4 gólos
- Harry Kane
- Romelu Lukaku
- Karim Benzema
- Emil Forsberg

3 gólos
- Raheem Sterling
- Kasper Dolberg
- Georginio Wijnaldum
- Robert Lewandowski
- Álvaro Morata
- Haris Seferović
- Xherdan Shaqiri

2 gólos
- Thorgan Hazard
- Mikkel Damsgaard
- Joakim Mæhle
- Yussuf Poulsen
- Memphis Depay
- Denzel Dumfries
- Ivan Perišić
- Kai Havertz
- Federico Chiesa
- Ciro Immobile
- Lorenzo Insigne
- Manuel Locatelli
- Matteo Pessina
- Pablo Sarabia
- Ferrán Torres
- Roman Jaremcsuk
- Andrij Jarmolenko

1 gólos
- Jordan Henderson
- Harry Maguire
- Luke Shaw
- Marko Arnautović
- Christoph Baumgartner
- Michael Gregoritsch
- Saša Kalajdžić
- Stefan Lainer
- Kevin De Bruyne
- Thomas Meunier
- Tomáš Holeš
- Martin Braithwaite
- Andreas Christensen
- Thomas Delaney
- Ezgjan Alioszki
- Goran Pandev
- Joel Pohjanpalo
- Antoine Griezmann
- Paul Pogba
- Wout Weghorst
- Luka Modrić
- Mislav Oršić
- Mario Pašalić
- Nikola Vlašić
- Karol Linetty
- Fiola Attila
- Schäfer András
- Szalai Ádám
- Leon Goretzka
- Robin Gosens
- Nicolò Barella
- Leonardo Bonucci
- Artyom Dzjuba
- Alekszej Mirancsuk
- Raphaël Guerreiro
- Diogo Jota
- Callum McGregor
- César Azpilicueta
- Aymeric Laporte
- Mikel Oyarzabal
- Breel Embolo
- Mario Gavranović
- Viktor Claesson
- Milan Škriniar
- İrfan Can Kahveci
- Artem Dovbik
- Olekszandr Zincsenko
- Kieffer Moore
- Aaron Ramsey
- Connor Roberts

1 öngólos
- Simon Kjær (Anglia ellen)
- Lukáš Hrádecký (Belgium ellen)
- Wojciech Szczęsny (Szlovákia ellen)
- Mats Hummels (Franciaország ellen)
- Rúben Dias (Németország ellen)
- Raphaël Guerreiro (Németország ellen)
- Pedri (Horvátország ellen)
- Denis Zakaria (Spanyolország ellen)
- Martin Dúbravka (Spanyolország ellen)
- Juraj Kucka (Spanyolország ellen)
- Merih Demiral (Olaszország ellen)

### Gólpasszok
Forrás: UEFA
4 gólpassz
- Steven Zuber

3 gólpassz
- Dani Olmo
- Luke Shaw
- Pierre-Emile Højbjerg
- Marco Verratti

2 gólpassz
- Kevin De Bruyne
- Thomas Meunier
- Gerard Moreno
- Jordi Alba
- Pablo Sarabia
- Pau Torres
- Domenico Berardi
- Leonardo Spinazzola
- Joshua Kimmich
- Robin Gosens
- Donyell Malen
- Memphis Depay
- Dejan Kulusevski
- Andrij Jarmolenko
- Rafa Silva
- Jack Grealish
- Sallai Roland
- Gareth Bale
- Vladimír Coufal
- David Alaba

1 gólpassz
- Konrad Laimer
- Marcel Sabitzer
- Louis Schaub
- Eden Hazard
- Dries Mertens
- Thomas Vermaelen
- Mateo Kovačić
- Andrej Kramarić
- Luka Modrić
- Mislav Oršić
- Ivan Perišić
- Tomáš Holeš
- Tomáš Kalas
- Andreas Cornelius
- Mikkel Damsgaard
- Mathias Jensen
- Joakim Mæhle
- Jens Stryger Larsen
- Mason Mount
- Kalvin Phillips
- Bukayo Saka
- Raheem Sterling
- Kieran Trippier
- Jere Uronen
- Antoine Griezmann
- Lucas Hernández
- Kylian Mbappé
- Paul Pogba
- Mats Hummels
- Szalai Ádám
- Francesco Acerbi
- Nicolò Barella
- Ciro Immobile
- Rafael Tolói
- Nathan Aké
- Przemysław Frankowski
- Kamil Jóźwiak
- Maciej Rybus
- Piotr Zieliński
- Diogo Jota
- Cristiano Ronaldo
- Artyom Dzjuba
- Marek Hamšík
- Róbert Mak
- José Gayà
- Ferrán Torres
- Alexander Isak
- Remo Freuler
- Kevin Mbabu
- Xherdan Shaqiri
- Granit Xhaka
- Hakan Çalhanoğlu
- Olekszandr Karavajev
- Ruszlan Malinovszkij
- Roman Jaremcsuk
- Olekszandr Zincsenko
- Joe Morrell

### Lapok
Az alábbi táblázatban találhatók azok a játékosok, akik sárga vagy piros lapot kaptak.
Alapvető sorrend:
- kiállítások száma (csökkenő);
- második sárga lap miatti kiállítások száma (csökkenő);
- sárga lapok száma (csökkenő);
- országnév;
- játékosnév.

Forrás: UEFA
| Játékos                     | Ország          | kiállítva | sárga lap · 2. sárga lap · kiállítva | Sárga lap | Összesen |
| --------------------------- | --------------- | --------- | ------------------------------------ | --------- | -------- |
| Marcus Danielson            | Svédország      | 1         |                                      | 1         | 2        |
| Matthijs de Ligt            | Hollandia       | 1         |                                      |           | 1        |
| Remo Freuler                | Svájc           | 1         |                                      |           | 1        |
| Ethan Ampadu                | Wales           | 1         |                                      |           | 1        |
| Harry Wilson                | Wales           | 1         |                                      |           | 1        |
| Grzegorz Krychowiak         | Lengyelország   |           | 1                                    | 1         | 2        |
| Harry Maguire               | Anglia          |           |                                      | 3         | 3        |
| Jan Bořil                   | Csehország      |           |                                      | 2         | 2        |
| Daniel Wass                 | Dánia           |           |                                      | 2         | 2        |
| Ezgjan Alioszki             | Észak-Macedónia |           |                                      | 2         | 2        |
| Benjamin Pavard             | Franciaország   |           |                                      | 2         | 2        |
| Marcelo Brozović            | Horvátország    |           |                                      | 2         | 2        |
| Duje Ćaleta-Car             | Horvátország    |           |                                      | 2         | 2        |
| Dejan Lovren                | Horvátország    |           |                                      | 2         | 2        |
| Botka Endre                 | Magyarország    |           |                                      | 2         | 2        |
| Matthias Ginter             | Németország     |           |                                      | 2         | 2        |
| Nicolò Barella              | Olaszország     |           |                                      | 2         | 2        |
| Leonardo Bonucci            | Olaszország     |           |                                      | 2         | 2        |
| Sergio Busquets             | Spanyolország   |           |                                      | 2         | 2        |
| Mario Gavranović            | Svájc           |           |                                      | 2         | 2        |
| Granit Xhaka                | Svájc           |           |                                      | 2         | 2        |
| Ondrej Duda                 | Szlovákia       |           |                                      | 2         | 2        |
| Hakan Çalhanoğlu            | Törökország     |           |                                      | 2         | 2        |
| Çağlar Söyüncü              | Törökország     |           |                                      | 2         | 2        |
| Kieffer Moore               | Wales           |           |                                      | 2         | 2        |
| Phil Foden                  | Anglia          |           |                                      | 1         | 1        |
| Kalvin Phillips             | Anglia          |           |                                      | 1         | 1        |
| Declan Rice                 | Anglia          |           |                                      | 1         | 1        |
| David Alaba                 | Ausztria        |           |                                      | 1         | 1        |
| Marko Arnautović            | Ausztria        |           |                                      | 1         | 1        |
| Daniel Bachmann             | Ausztria        |           |                                      | 1         | 1        |
| Aleksandar Dragović         | Ausztria        |           |                                      | 1         | 1        |
| Martin Hinteregger          | Ausztria        |           |                                      | 1         | 1        |
| Stefan Lainer               | Ausztria        |           |                                      | 1         | 1        |
| Toby Alderweireld           | Belgium         |           |                                      | 1         | 1        |
| Thorgan Hazard              | Belgium         |           |                                      | 1         | 1        |
| Youri Tielemans             | Belgium         |           |                                      | 1         | 1        |
| Thomas Vermaelen            | Belgium         |           |                                      | 1         | 1        |
| Vladimír Coufal             | Csehország      |           |                                      | 1         | 1        |
| Adam Hložek                 | Csehország      |           |                                      | 1         | 1        |
| Tomáš Kalas                 | Csehország      |           |                                      | 1         | 1        |
| Michael Krmenčík            | Csehország      |           |                                      | 1         | 1        |
| Lukáš Masopust              | Csehország      |           |                                      | 1         | 1        |
| Mikkel Damsgaard            | Dánia           |           |                                      | 1         | 1        |
| Thomas Delaney              | Dánia           |           |                                      | 1         | 1        |
| Mathias Jensen              | Dánia           |           |                                      | 1         | 1        |
| Daniel Avramovszki          | Észak-Macedónia |           |                                      | 1         | 1        |
| Tihomir Kosztadinov         | Észak-Macedónia |           |                                      | 1         | 1        |
| Viszar Muszliu              | Észak-Macedónia |           |                                      | 1         | 1        |
| Sztefan Risztovszki         | Észak-Macedónia |           |                                      | 1         | 1        |
| Alekszandar Trajkovszki     | Észak-Macedónia |           |                                      | 1         | 1        |
| Darko Velkovszki            | Észak-Macedónia |           |                                      | 1         | 1        |
| Glen Kamara                 | Finnország      |           |                                      | 1         | 1        |
| Robin Lod                   | Finnország      |           |                                      | 1         | 1        |
| Daniel O'Shaughnessy        | Finnország      |           |                                      | 1         | 1        |
| Tim Sparv                   | Finnország      |           |                                      | 1         | 1        |
| Antoine Griezmann           | Franciaország   |           |                                      | 1         | 1        |
| Lucas Hernández             | Franciaország   |           |                                      | 1         | 1        |
| Presnel Kimpembe            | Franciaország   |           |                                      | 1         | 1        |
| Kingsley Coman              | Franciaország   |           |                                      | 1         | 1        |
| Hugo Lloris                 | Franciaország   |           |                                      | 1         | 1        |
| Raphaël Varane              | Franciaország   |           |                                      | 1         | 1        |
| Frenkie de Jong             | Hollandia       |           |                                      | 1         | 1        |
| Marten de Roon              | Hollandia       |           |                                      | 1         | 1        |
| Denzel Dumfries             | Hollandia       |           |                                      | 1         | 1        |
| Mateo Kovačić               | Horvátország    |           |                                      | 1         | 1        |
| Kamil Glik                  | Lengyelország   |           |                                      | 1         | 1        |
| Kamil Jóźwiak               | Lengyelország   |           |                                      | 1         | 1        |
| Mateusz Klich               | Lengyelország   |           |                                      | 1         | 1        |
| Robert Lewandowski          | Lengyelország   |           |                                      | 1         | 1        |
| Jakub Moder                 | Lengyelország   |           |                                      | 1         | 1        |
| Fiola Attila                | Magyarország    |           |                                      | 1         | 1        |
| Loïc Nego                   | Magyarország    |           |                                      | 1         | 1        |
| Szalai Ádám                 | Magyarország    |           |                                      | 1         | 1        |
| Willi Orbán                 | Magyarország    |           |                                      | 1         | 1        |
| Robin Gosens                | Németország     |           |                                      | 1         | 1        |
| İlkay Gündoğan              | Németország     |           |                                      | 1         | 1        |
| Kai Havertz                 | Németország     |           |                                      | 1         | 1        |
| Joshua Kimmich              | Németország     |           |                                      | 1         | 1        |
| Leroy Sané                  | Németország     |           |                                      | 1         | 1        |
| Domenico Berardi            | Olaszország     |           |                                      | 1         | 1        |
| Giorgio Chiellini           | Olaszország     |           |                                      | 1         | 1        |
| Giovanni Di Lorenzo         | Olaszország     |           |                                      | 1         | 1        |
| Lorenzo Insigne             | Olaszország     |           |                                      | 1         | 1        |
| Jorginho                    | Olaszország     |           |                                      | 1         | 1        |
| Matteo Pessina              | Olaszország     |           |                                      | 1         | 1        |
| Rafael Tolói                | Olaszország     |           |                                      | 1         | 1        |
| Marco Verratti              | Olaszország     |           |                                      | 1         | 1        |
| Dmitrij Barinov             | Oroszország     |           |                                      | 1         | 1        |
| Igor Divejev                | Oroszország     |           |                                      | 1         | 1        |
| Georgij Dzsikija            | Oroszország     |           |                                      | 1         | 1        |
| Fjodor Kudrjasov            | Oroszország     |           |                                      | 1         | 1        |
| Magomed Ozdojev             | Oroszország     |           |                                      | 1         | 1        |
| Diogo Dalot                 | Portugália      |           |                                      | 1         | 1        |
| Rúben Dias                  | Portugália      |           |                                      | 1         | 1        |
| João Palhinha               | Portugália      |           |                                      | 1         | 1        |
| Pepe Pepe (labdarúgó, 1983) | Portugália      |           |                                      | 1         | 1        |
| John McGinn                 | Skócia          |           |                                      | 1         | 1        |
| Scott McKenna               | Skócia          |           |                                      | 1         | 1        |
| Stephen O'Donnell           | Skócia          |           |                                      | 1         | 1        |
| Jordi Alba                  | Spanyolország   |           |                                      | 1         | 1        |
| Aymeric Laporte             | Spanyolország   |           |                                      | 1         | 1        |
| Rodri                       | Spanyolország   |           |                                      | 1         | 1        |
| Pau Torres                  | Spanyolország   |           |                                      | 1         | 1        |
| Manuel Akanji               | Svájc           |           |                                      | 1         | 1        |
| Nico Elvedi                 | Svájc           |           |                                      | 1         | 1        |
| Breel Embolo                | Svájc           |           |                                      | 1         | 1        |
| Kevin Mbabu                 | Svájc           |           |                                      | 1         | 1        |
| Ricardo Rodríguez           | Svájc           |           |                                      | 1         | 1        |
| Fabian Schär                | Svájc           |           |                                      | 1         | 1        |
| Silvan Widmer               | Svájc           |           |                                      | 1         | 1        |
| Emil Forsberg               | Svédország      |           |                                      | 1         | 1        |
| Dejan Kulusevski            | Svédország      |           |                                      | 1         | 1        |
| Mikael Lustig               | Svédország      |           |                                      | 1         | 1        |
| Kristoffer Olsson           | Svédország      |           |                                      | 1         | 1        |
| Martin Dúbravka             | Szlovákia       |           |                                      | 1         | 1        |
| Tomáš Hubočan               | Szlovákia       |           |                                      | 1         | 1        |
| Milan Škriniar              | Szlovákia       |           |                                      | 1         | 1        |
| Vladimír Weiss              | Szlovákia       |           |                                      | 1         | 1        |
| Zeki Çelik                  | Törökország     |           |                                      | 1         | 1        |
| Halil Dervişoğlu            | Törökország     |           |                                      | 1         | 1        |
| Burak Yılmaz                | Törökország     |           |                                      | 1         | 1        |
| Artem Dovbik                | Ukrajna         |           |                                      | 1         | 1        |
| Andrij Jarmolenko           | Ukrajna         |           |                                      | 1         | 1        |
| Mikola Saparenko            | Ukrajna         |           |                                      | 1         | 1        |
| Szerhij Szidorcsuk          | Ukrajna         |           |                                      | 1         | 1        |
| Joe Allen                   | Wales           |           |                                      | 1         | 1        |
| Gareth Bale                 | Wales           |           |                                      | 1         | 1        |
| David Brooks                | Wales           |           |                                      | 1         | 1        |
| Ben Davies                  | Wales           |           |                                      | 1         | 1        |
| Chris Gunter                | Wales           |           |                                      | 1         | 1        |
| Chris Mepham                | Wales           |           |                                      | 1         | 1        |
| Joe Rodon                   | Wales           |           |                                      | 1         | 1        |

## Díjak
A torna játékosa
- Gianluigi Donnarumma

A torna játékosának járó díjat az UEFA Technikai Bizottságának döntése alapján az olasz Gianluigi Donnarumma kapta, az első kapus, aki ezt a díjat nyerte.
Legjobb fiatal játékos
- Pedri – 2002. november 25. (18 évesen)

A legjobb fiatal játékos díját az UEFA Technikai Bizottságának döntése alapján a spanyol Pedri kapta. A díjat 1998. január 1-je után született játékos kaphatta.
Legjobb gólszerző
- Az "Alipay Top Scorer Trophy" díjat a legjobb gólszerző, a portugál Cristiano Ronaldo kapta, aki 5 gólt és 1 gólpasszt ért el a tornán.[183] A rangsorolás a következő pontok alapján történt: 1.) gólok száma, 2.) gólpasszok száma, 3.) kevesebb játszott perc, 4.) gólok a selejtezőben.[184]

| Hely. | Játékos           | Gól | Gólpassz | Perc |
| ----- | ----------------- | --- | -------- | ---- |
| 1     | Cristiano Ronaldo | 5   | 1        | 360  |
| 2     | Patrik Schick     | 5   | 0        | 404  |
| 3     | Karim Benzema     | 4   | 0        | 349  |

## All-star csapat
| Kapus                | Védők                                                          | Középpályások                        | Csatárok                                      |
| -------------------- | -------------------------------------------------------------- | ------------------------------------ | --------------------------------------------- |
| Gianluigi Donnarumma | Kyle Walker Leonardo Bonucci Harry Maguire Leonardo Spinazzola | Pierre-Emile Højbjerg Jorginho Pedri | Federico Chiesa Romelu Lukaku Raheem Sterling |

## Végeredmény

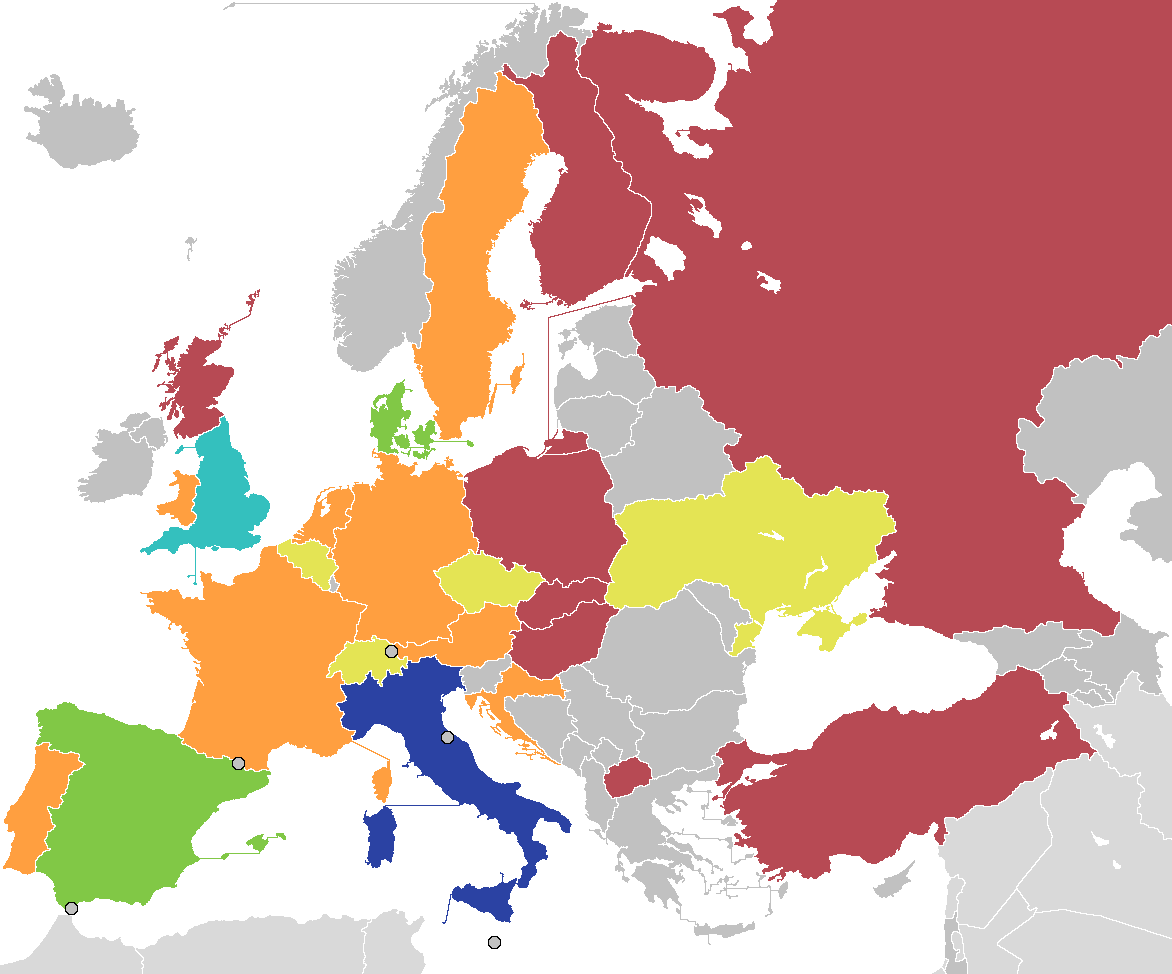
A 2020-as Európa-bajnokságon részt vevő országok helyezései

Bronzmérkőzést nem játszottak, ezért a két elődöntős egyaránt bronzérmes. További konkrét helyezések hivatalosan nincsenek. Az alábbi sorrend a következő pontok alapján készült:
1. több szerzett pont (a 11-esekkel eldöntött találkozók a hosszabbítást követő eredménnyel, döntetlenként vannak feltüntetve)
2. jobb gólkülönbség
3. több szerzett gól
4. alacsonyabb fair play pontszám (1 pont egy sárga lapért, 3 pont két sárga lapot követő piros lapért, 3 pont egy azonnali piros lapért)

| Hely.                    | Csapat            | M | Gy | D | V | G+ | G– | Gk | P  |
| ------------------------ | ----------------- | - | -- | - | - | -- | -- | -- | -- |
| 1. helyezett, aranyérmes | Olaszország (R)   | 7 | 5  | 2 | 0 | 13 | 4  | +9 | 17 |
| 2. helyezett, ezüstérmes | Anglia (R)        | 7 | 5  | 2 | 0 | 11 | 2  | +9 | 17 |
| 3. helyezett, bronzérmes | Spanyolország (R) | 6 | 2  | 4 | 0 | 13 | 6  | +7 | 10 |
| 3. helyezett, bronzérmes | Dánia (R)         | 6 | 3  | 0 | 3 | 12 | 7  | +5 | 9  |
|                          |                   |   |    |   |   |    |    |    |    |
| 5.                       | Belgium           | 5 | 4  | 0 | 1 | 9  | 3  | +6 | 12 |
| 6.                       | Csehország        | 5 | 2  | 1 | 2 | 6  | 4  | +2 | 7  |
| 7.                       | Svájc             | 5 | 1  | 3 | 1 | 8  | 9  | −1 | 6  |
| 8.                       | Ukrajna           | 5 | 2  | 0 | 3 | 6  | 10 | −4 | 6  |
|                          |                   |   |    |   |   |    |    |    |    |
| 9.                       | Hollandia (R)     | 4 | 3  | 0 | 1 | 8  | 4  | +4 | 9  |
| 10.                      | Svédország        | 4 | 2  | 1 | 1 | 5  | 4  | +1 | 7  |
| 11.                      | Franciaország     | 4 | 1  | 3 | 0 | 7  | 6  | +1 | 6  |
| 12.                      | Ausztria          | 4 | 2  | 0 | 2 | 5  | 5  | 0  | 6  |
| 13.                      | Portugália        | 4 | 1  | 1 | 2 | 7  | 7  | 0  | 4  |
| 14.                      | Horvátország      | 4 | 1  | 1 | 2 | 7  | 8  | −1 | 4  |
| 15.                      | Németország (R)   | 4 | 1  | 1 | 2 | 6  | 7  | −1 | 4  |
| 16.                      | Wales             | 4 | 1  | 1 | 2 | 3  | 6  | −3 | 4  |
|                          |                   |   |    |   |   |    |    |    |    |
| 17.                      | Finnország        | 3 | 1  | 0 | 2 | 1  | 3  | −2 | 3  |
| 18.                      | Oroszország (R)   | 3 | 1  | 0 | 2 | 2  | 7  | −5 | 3  |
| 19.                      | Szlovákia         | 3 | 1  | 0 | 2 | 2  | 7  | −5 | 3  |
| 20.                      | Magyarország (R)  | 3 | 0  | 2 | 1 | 3  | 6  | −3 | 2  |
| 21.                      | Lengyelország     | 3 | 0  | 1 | 2 | 4  | 6  | −2 | 1  |
| 22.                      | Skócia (R)        | 3 | 0  | 1 | 2 | 1  | 5  | −4 | 1  |
| 23.                      | Észak-Macedónia   | 3 | 0  | 0 | 3 | 2  | 8  | −6 | 0  |
| 24.                      | Törökország       | 3 | 0  | 0 | 3 | 1  | 8  | −7 | 0  |

## Történelmi események, rekordok
- A labdarúgó-Európa-bajnokságok története során először nem egy ország (vagy két ország párban) rendezte meg a tornát, hanem tíz ország összesen 11 városa kapta meg a rendezési jogot. Eredetileg 13 város vállalta a rendezést,[11] de 2017 decemberében Brüsszel,[35] majd 2021 áprilisában Dublin kiválásával 11-re módosult a helyszínek száma.[37]
- A sok helyszínen történő lebonyolítás miatt egyik házigazda sem kvalifikálta magát automatikusan az eseményre, hanem mindenkinek selejtezőt kellett játszania. Mivel Azerbajdzsán, majd később a pótselejtezőn Románia sem tudott kijutni a tornára, így első alkalommal fordult elő, hogy egy házigazda nemzet nem vett részt az Európa-bajnokságon.[185]
- A selejtezőkben összesen 55 ország indult, ami rekord. Koszovó első alkalommal vett részt Európa-bajnoki selejtezőben, de nem jutott ki a tornára.
- Az eredetileg 2020-ra tervezett tornát a Covid19-pandémia miatt egy évvel el kellett halasztani.[186] Korábban sohasem fordult elő, hogy Európa-bajnokságot (vagy bármilyen nagy nemzetközi labdarúgótornát) ne az eredeti évében rendezzenek meg.
- A járvánnyal összefüggésben első alkalommal fordult elő, hogy nem három, hanem összesen öt (hosszabbítás esetén négy helyett összesen hat) cserelehetőség állt a csapatok rendelkezésére egy mérkőzésen.[27]
- Szintén a járvány miatt a keretek maximális létszáma 23-ról 26 főre módosult, azonban egy mérkőzésre továbbra is csak 23 játékos volt nevezhető.[32]
- Az Európa-bajnokságok története során először alkalmaztak videóbírót (VAR) a mérkőzéseken.[4]
- Először vezetett mérkőzést az Európa-bajnokságok történetében nem európai játékvezető az argentin Fernando Rapallini személyében.[187]
- Az Eb-k története során első alkalommal jutott szerephez női játékvezető a játékvezetői keretben. A francia Stéphanie Frappart negyedik játékvezetői minőségben vett részt a tornán,[188] első alkalommal rögtön a Törökország–Olaszország nyitómérkőzésen.
- Az olasz válogatott lett az első az Európa-bajnokságok történetében, amely nyitómérkőzésen legalább háromgólos különbséggel tudott nyerni.[189] Olaszország először szerzett három gólt egy Eb-mérkőzésen.[190]
- Először fordult elő, hogy az Európa-bajnokság legelső gólja egy öngól legyen (a Törökország–Olaszország nyitómérkőzésen a török Merih Demiral juttatta saját kapujába a labdát).[191]
- Finnország és Észak-Macedónia története során első alkalommal jutott ki Európa-bajnokságra.[192] Joel Pohjanpalo révén Finnország első Eb-gólját, valamint első győzelmét szerezte rögtön az első, Dánia elleni mérkőzésén.[193] Észak-Macedónia szintén megszerezte első Eb-gólját a legelső mérkőzésén Ausztria ellen, bár a találkozót végül elvesztették.
- Az Oroszország elleni találkozón a belga Thomas Meunier lett az Eb-k történetének első játékosa, aki csereként beállva még az első félidőben gólt tudott szerezni.[194]
- Ausztria első Európa-bajnoki győzelmét aratta az Észak-Macedónia elleni mérkőzésén,[195] és története során első alkalommal jutott tovább az Eb csoportköréből.[196]
- Az angol Jude Bellingham a legfiatalabb Európa-bajnokságon pályára lépő játékos lett, miután becserélték az Anglia–Horvátország csoportmérkőzésen.[197] Rekordját azonban mindössze hat nappal később megdöntötte a lengyel Kacper Kozłowski, aki a Spanyolország–Lengyelország mérkőzésen 17 évesen és 246 naposan lépett pályára.[198]
- A Skócia–Csehország mérkőzésen Patrik Schick a második gólját 49,7 yardról (kb. 45,44 méter) szerezte, amely a legmesszebbről szerzett találat a mérések kezdete (1980) óta.[199]
- A Magyarország–Portugália mérkőzésen szerzett két góljával Cristiano Ronaldo lett az Európa-bajnokságok történetének legeredményesebb játékosa, megelőzve az 1984-es labdarúgó-Európa-bajnokságon kilenc gólig jutó Michel Platinit.[200] Emellett Ronaldo az első olyan játékos lett, aki öt Európa-bajnokságon is pályára lépett.[201]
- Ezen az Európa-bajnokságon született a legtöbb öngól.[202]
- A csoportkör utolsó játéknapján, június 23-án négy mérkőzésen összesen 18 gól született, ez több mint az Európa-bajnokságok történetében bármikor egyetlen nap alatt.
- A Portugália–Franciaország csoportmérkőzésen három büntetőt is értékesítettek, ennyit korábban még soha nem értékesítettek egyetlen mérkőzésen Európa-bajnokságon.[203]
- A Németország–Magyarország mérkőzésen fejjel a kapuba találó Szalai Ádám lett az első magyar labdarúgó, aki egymást követő két Európa-bajnokságon is gólt tudott szerezni.[204]
- Svájc és Ukrajna az Eb-k történetében először jutott be a negyeddöntőbe.[205][206]
- Az Európa-bajnoki címről döntő Anglia–Olaszország mérkőzésen Luke Shaw a kontinenstornák döntőinek leggyorsabb gólját szerezte, miután 117 másodpercet követően betalált az olasz kapuba.[207] Az egyenlítő gólt szerző Leonardo Bonucci 34 évesen és 71 naposan az EB-döntők legidősebb gólszerzője lett.[208]

## Incidensek, vitás esetek

### Christian Eriksen újraélesztése
Az Európa-bajnokság második játéknapján, a B csoportban, a Dánia–Finnország mérkőzés 43. percében a 107-szeres válogatott dán Christian Eriksen egy bedobást követően összeesett a pálya szélén. A mérkőzést azonnal félbeszakították, az orvosi stábnak pedig a helyszínen újra kellett élesztenie Eriksent, akinél szívmasszázst alkalmaztak. Az újraélesztés sikerrel járt, Eriksen állapotát stabilizálták, majd hordágyon vitték le a pályáról, és kórházba szállították. Miután kiderült, hogy a játékos eszméleténél van, a rendezők mindkét csapat játékosaival egyeztetve a mérkőzés folytatása mellett döntöttek, a játék 20:30-kor, a 43. játékperctől folytatódott.

### Marko Arnautović eltiltása
Június 23-án, az Ausztria–Észak-Macedónia csoportmérkőzésen Marko Arnautović gólörömével megsértette az északmacedónok játékosát, Ezgjan Alioskit. A konfliktus abból fakadt, hogy Arnautović szerb, Alioski pedig albán származású, a két ország között pedig már korábbról is fennállt politikai ellentét Koszovó önállósodása és helyzete miatt. A találkozó után az UEFA megvizsgálta Arnautović gólörömét, majd miután úgy látta, eközben sértő gesztust tett, eltiltotta az osztrákok csatárát a Hollandia elleni csoportmérkőzésről.

### A szponzortermékek eltávolítása
Portugália első, 2021. június 14-i, Magyarország elleni mérkőzése előtti sajtótájékoztatón Cristiano Ronaldo levette az elé rakott coca-colás üdítősüvegeket az asztalról, majd vizes palackot tartott a kamera elé, mondván ő mindig csak vizet fogyaszt, és az egészséges életmódra hívta fel a sajtótájékoztatót kísérők figyelmét.
Franciaország első csoportmérkőzése előtt Paul Pogba az elé rakott alkoholmentes heinekenes üveget rakta el az asztalról, mondván muszlim vallásúként nem fogyaszt alkoholos italt. Mivel mind a Coca-Cola, mindpedig a Heineken az Európa-bajnokság főtámogatója, az UEFA felhívta a csapatok figyelmét a szponzorok fontosságára és jogaira, majd kijelentette, egy újabb hasonló eset után büntetésben részesíti a renitens játékost. Az esetet követően a Coca-Cola részvényei jelentőset zuhantak a tőzsdén, és bár sokan összefüggést kerestek a jelenség és Cristiano Ronaldo tette között, a cég az árveszteséget a küszöbönálló osztalékkifizetéssel magyarázta.

### Az Allianz Aréna szivárvány színben való kivilágítása

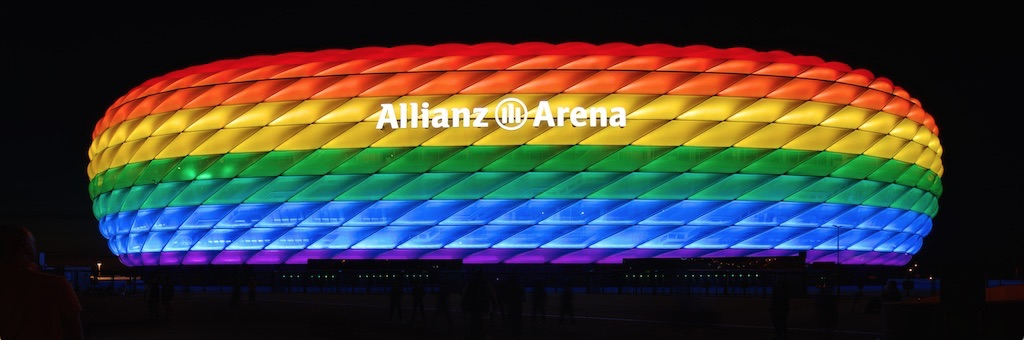
A szivárvány színeivel kivilágított Allianz Aréna (2016)

Németország és Magyarország 2021. június 23-i csoportmérkőzése előtt a müncheni városi tanács az UEFA-hoz fordult, hogy a stadion homlokzatát szivárványos színekkel világíthassák meg a sokszínűség és a tolerancia jegyében. Mivel a tervezett akciót a magyar Országgyűlés azokban a napokban elfogadott, egyes vélekedések szerint az LMBT-közösséget hátrányosan érintő törvény elleni tiltakozásnak vélte, az UEFA politikai és vallási szempontból semleges státuszára hivatkozva elutasította a kérelmet. Az Európai Labdarúgó-szövetség álláspontját a Német labdarúgó-szövetség is osztotta. Dieter Reiter, München polgármestere bírálta a két szervezet állásfoglalását, és a stadion kivilágítását nem politikai intézkedésként, hanem az emberek közötti egyenlőség elfogadásának szimbólumaként írta le. Ezzel szemben Szijjártó Péter, Magyarország külgazdasági és külügyminisztere üdvözölte az UEFA döntését, hogy „nem vesz részt a Magyarország elleni politikai provokációban”. Németországban más városok, például Köln, Augsburg, Frankfurt, Wolfsburg, Berlin és Darmstadt stadionjait a szivárvány színeiben világítottak ki a mérkőzés estéjén. München megvilágította a városházát, az olimpiai tornyot és a szélturbinát, utóbbit közvetlenül a futballaréna mellett. Hollandiában az Erasmusbrug, a Ziggo Dome, az Alphen aan den Rijn tornyát és számos városházát világítottak meg hasonló módon, a tiltakozás, és az elfogadás jegyében. Az UEFA elutasítása ellen tiltakozva  több nagyvállalat a közösségi média platformján demonstrált, szivárványszínbe feltüntetve logóját. Így tett többek között a BMW, a Volkswagen, a Deutsche Telekom, a Siemens, a Sparkasse, a HypoVereinsbank, az Amnesty International és a CSD. Az Amnesty International és a CSD Germany bejelentette, hogy maximum 11 000 zászlót, 5000 kartondobozt és 4500 matricát osztanak ki a nézők közt („Ne rúgjál az LMBTQ-jogokba”) a stadion előtt. Június 23-án az UEFA is megváltoztatta logóját a közösségi médiában, úgy hogy szivárványos hátteret is tartalmazzon, azonban megjegyzésében közölte, hogy „a szivárvány nem politikai szimbólum, hanem a sokszínűbb és befogadóbb társadalom iránti szilárd elkötelezettségünk jele”. Orbán Viktor, Magyarország miniszterelnöke tiltakozásul lemondta a müncheni találkozó helyszínen való megtekintését. Magyarországon a mérkőzés idejére Kubatov Gábor, a Ferencváros elnökének, és a Fidesz alelnökének kezdeményezésére több stadiont, színházat is a nemzeti lobogó színeivel világítottak ki.